# Verwaltungsgeschichte Mecklenburgs

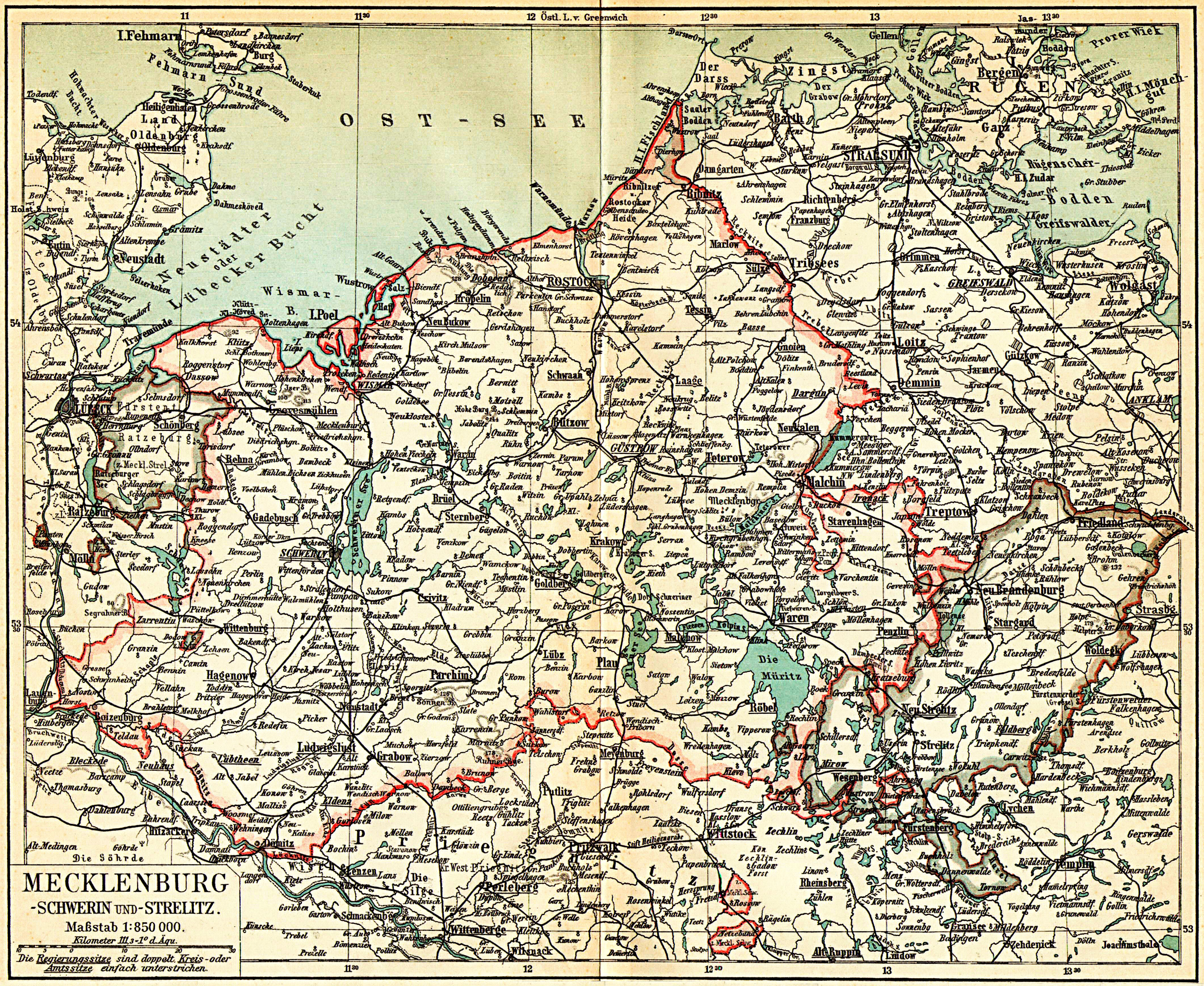
Amts- und Regierungssitze der (Teil-)Großherzogtümer Mecklenburg-Schwerin und Mecklenburg-Strelitz (1908)

Das Staatssystem Mecklenburgs bestand bis 1918 aus einem feudalen Ständesystem. Die Landesfürsten waren in Mecklenburg auf die Mitbestimmung der Landstände angewiesen. Die Exekutive des mecklenburgischen Staates lag beim Landtag, von dem die Landesfürsten in Person ausgeschlossen waren.
Seit der frühen Neuzeit praktizierte das mecklenburgische Fürstenhaus auf Grundlage von Hausverträgen verschiedene Herrschaftsteilungen, die innerhalb des mecklenburgischen Staates zum Bestehen verschiedener Teilherzogtümer bzw. Teilgroßherzogtümer führte (Mecklenburg-Schwerin, Mecklenburg-Güstrow, Mecklenburg-Strelitz). Im Gegensatz zu anderen Staaten war es in Mecklenburg nie zur Herausbildung des Absolutismus gekommen.
Durch die Verfassung des Freistaates Mecklenburg-Schwerin vom 17. Mai 1920 und das Landesgrundgesetz von Mecklenburg-Strelitz vom 29. Januar 1919 (24. Mai 1923) wurden beide Teilherrschaften als Freistaaten parlamentarisch-demokratische Republiken und erlangten damit erstmals politische Autonomie. Am 1. Januar 1934 wurden die Freistaaten Mecklenburg-Schwerin und Mecklenburg-Strelitz unter dem Druck des NS-Regimes zum Land Mecklenburg wiedervereinigt.

## (Groß-)Herzogtümer (bis 1918)
Eine moderne Verwaltungsgliederung, wie sie beispielsweise im Königreich Preußen nach den Freiheitskriegen eingeführt wurde, hat es in den mecklenburgischen (Groß-)Herzogtümern nie gegeben. Verhältnisse des mittelalterlichen Feudalwesens bestanden bis zum Ende der Monarchie und machten Mecklenburg zuletzt zum rückständigsten Staat des deutschen Kaiserreichs.

### Landesaufbau
Der mecklenburgische Staat bestand im Wesentlichen aus drei Territorien:
- dem Domanium, das heißt dem landesherrlichen (d. h. herzoglichen, später großherzoglichen) Besitz (zuletzt getrennt nach den Linien Mecklenburg-Schwerin und -Strelitz),
- der Ritterschaft, das heißt dem ritterschaftlichen Besitz mit den Klöstern,
- der Landschaft, das heißt den Städten und ihrem städtischen Landbesitz und den zugehörigen Kämmereigütern.

Ritterschaft und Landschaft beider (Teil-)Großherzogtümer – die sog. Landstände – bildeten seit 1523 eine gemeinschaftliche Körperschaft, die „Union der Landstände“ oder „Landständische Union“. Zur Ritterschaft gehörten alle landtagsfähigen Besitzer ritterschaftlicher Hauptgüter in dem mecklenburgischen, wendischen und stargardischen Kreis. Die Landschaft bestand aus den Obrigkeiten der 49 landtagsfähigen Städte. Dazu kamen noch die säkularisierten Landesklöster und ihre Gebiete sowie die erst seit 1803 wieder zu Mecklenburg gehörende Seestadt Wismar.
Entsprechend der dreifachen Gliederung des Staates gab es die (landtagsfähigen) Städte sowie domaniale und ritterschaftliche Ämter. Unter den Städten besaßen neben der Seestadt Rostock die sogenannten Vorderstädte (Parchim, Güstrow und Neubrandenburg) besondere Rechte.
Die Gebiete des Domaniums, der Ritterschaft und der Landschaft waren jedoch nicht zusammenhängend, sondern regellos durcheinander über das ganze Land verteilt. Es gab keine in sich abgeschlossenen Verwaltungsbezirke wie beispielsweise in Preußen. Nur das Domanium war in Verwaltungskreise gegliedert, für die das jeweilige Domanialamt zuständig war. Im ritterschaftlichen Gebiet gab es keine Verwaltungsbehörden, sondern lediglich die Ämter, die für die Erhebung der Hufensteuer zuständig waren, die sogenannten ritterschaftlichen Ämter. Die Städte verwalteten sich selbst.
In politisch-historischer Hinsicht war das (Teil-)Großherzogtum Mecklenburg-Schwerin aus fünf zusammenhängenden Landesteilen zusammengesetzt: dem sogenannten „mecklenburgische Kreis“ mit der Grafschaft Schwerin und dem Fürstentum Mecklenburg, dem sogenannten „wendischen Kreis“, der Herrschaft Rostock und der Herrschaft Wismar.
Das (Teil-)Großherzogtum Mecklenburg-Strelitz wurde von der Herrschaft Stargard (der sogenannte „stargardische Kreis“) mit der Hauptstadt Neustrelitz und der Vorderstadt Neubrandenburg und dem Fürstentum Ratzeburg gebildet.

#### Domanium

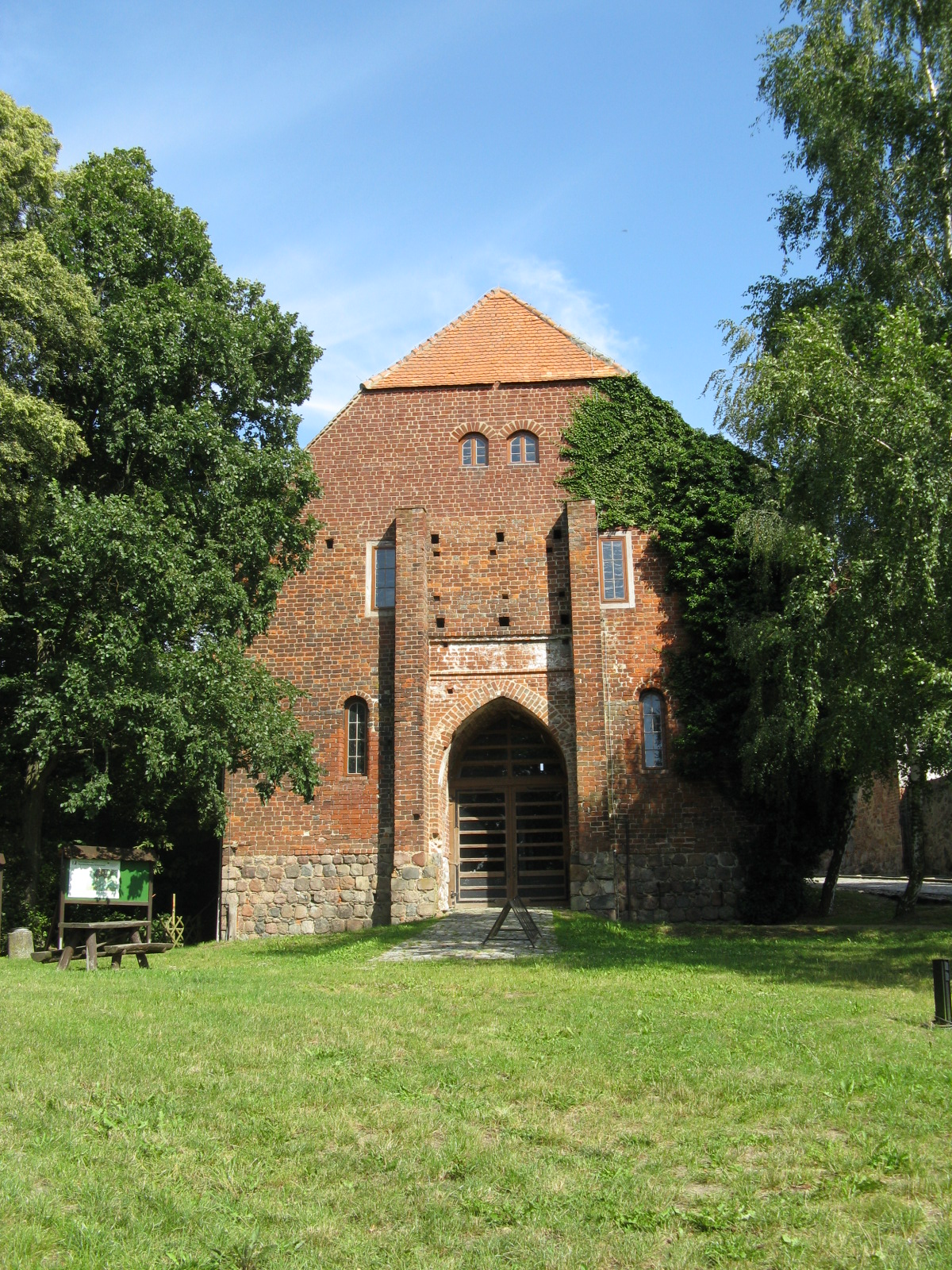
Amt und Gut Wredenhagen im Domanium Mecklenburg-Schwerins

Das Domanium der (Groß-)Herzogtümer stellte das unmittelbare Eigentum des jeweiligen (Groß-)Herzogs dar und umfasste in beiden mecklenburgischen Landesteilen etwa 40 Prozent des ganzen Landes. Im Landesteil Schwerin umfasste es 5604,05 Quadratkilometer und im Landesteil Strelitz 1652 Quadratkilometer.

##### Rechte des Landesherrn
Es hatte den Charakter eines Familien-Fideikommisses und vererbte sich zusammen mit der Landesherrschaft. Daher lag es immer in der Hand des jeweiligen Landesherrn. Aus den Einkünften des Domaniums wurden die Kosten des fürstlichen Haushalts gedeckt. Die verfassungsmäßige Vertretung des Domaniums und seiner Bevölkerung übernahm ausschließlich der Grundherr des Domaniums, der Herzog.
Die vorübergehende Trennung des Domaniums in einen Teil der zur Deckung der Kosten des fürstlichen Haushalts bestimmt war und einen größeren Teil, der in ein lediglich staatlichen Zwecken dienendes Staatsgut umgewandelt wurde, hatte nur insofern Bedeutung erhalten, als in administrativer Hinsicht zwischen Domainen im engeren Sinne und Domainen des großherzoglichen Haushalts (sog. Hausgüter) unterschieden wurde.
Der Landesherr war berechtigt, das Domanium zu vergrößern, jedoch in der Veräußerung durch die Rechte der Agnaten beschränkt. Darüber hinaus war zwar keine rechtliche, aber eine faktische Beschränkung der Veräußerung insofern gegeben, als die Einkünfte des Domaniums nach der Verfassung für die Kosten der Landesherrschaft bestimmt waren und eine Veräußerung daher, soweit deswegen eine Verminderung der Landeseinkünfte zu befürchten gewesen ist, auf Widerspruch der Stände gestoßen wäre. Allerdings stand dem Landesherrn das Recht sogenannter Administrativverkäufe zu, durch welche nicht das Eigentum, sondern ein dingliches Nutzungsrecht an Grund und Boden verkauft wurde. Auf diese Möglichkeit gründete sich ab 1869 in Mecklenburg-Schwerin die Schaffung eines Domanialbauernstandes mit Hilfe von Erbpachtverträgen.

##### Verhältnisse der Domanialbauern

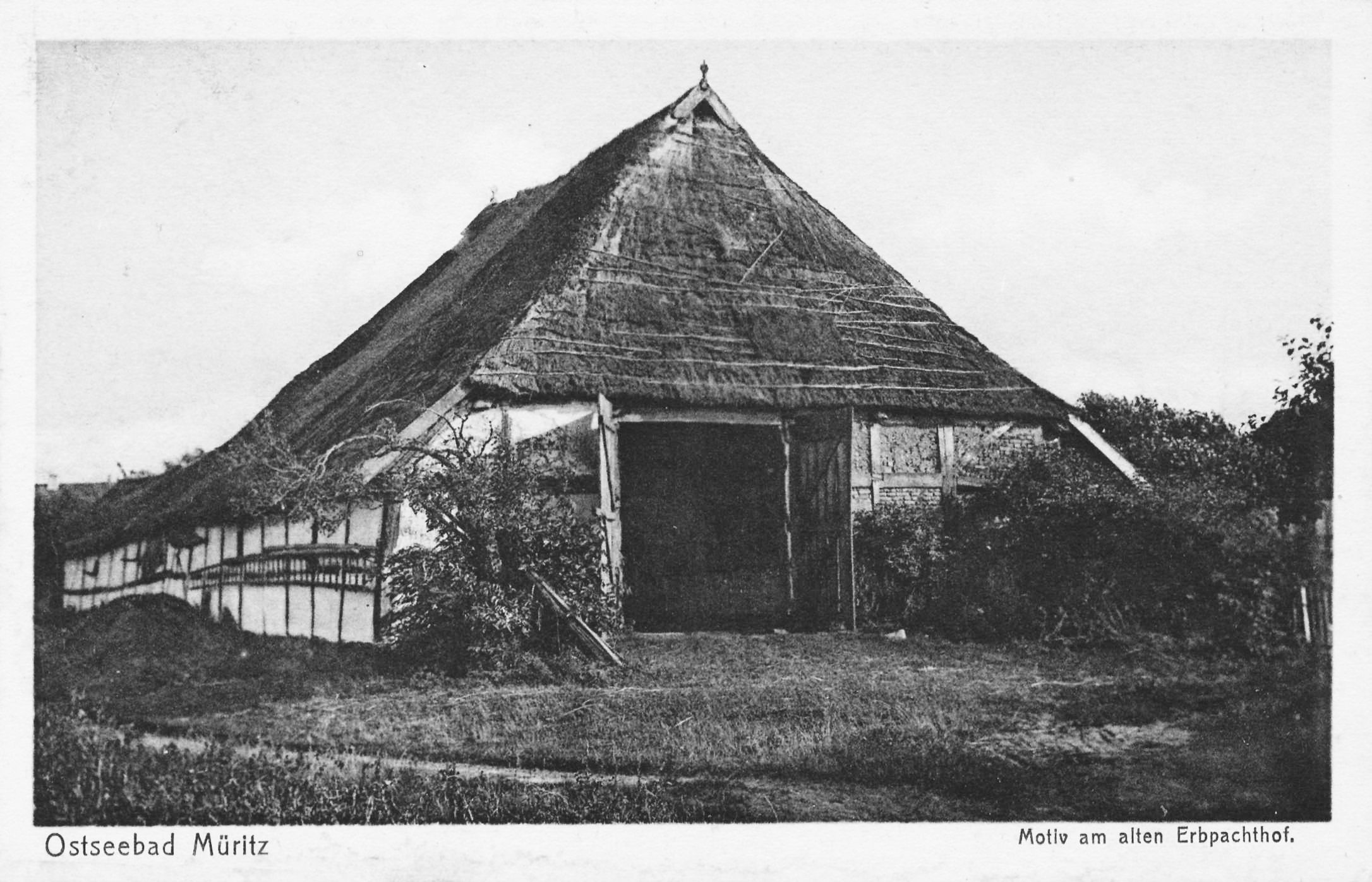
Scheune eines alten Erbpachthofs in Graal-Müritz, Domanialamt Ribnitz (um 1900)

Die früheren Domanialbauern besaßen kein Eigentum an Grund und Boden, sondern waren jederzeit kündbare Zeitpächter des von ihnen bewirtschafteten Landes. Faktisch war der Verbleib des bewirtschafteten Landes in derselben Familie zwar die Regel, allerdings wurde der Bauernstand so in völliger Abhängigkeit erhalten und besaß keine Sicherheit und Garantien der Stabilität seiner wirtschaftlichen Lage.
Im Domanium Mecklenburg-Schwerins wurden 1869 viele Bauern durch die Landesregierung von Zeitpächtern zu Besitzern (Erbpächtern), womit sie ein vererbliches dingliches Nutzungs- und Besitzrecht an den von ihnen bewirtschaften Grundstücken erwarben. Die Erbpachtstellen waren vererblich, verschuldbar und unter Vorbehalt eines landesherrlichen Bestätigung- und Vorkaufsrechts frei veräußerlich. Als Gegenleistung für die Vererbpachtung zahlten die Bauern ein einmaliges sogenanntes Erbstandsgeld und eine jährliche Pacht. Die freie Verfügbarkeit über den Besitz war fortan nur insofern beschränkt, dass eine Teilung oder eine Zusammenlegung der einmal in Erbpacht gegebenen Stellen nicht zulässig war. Der Erbpächter konnte den Gutsnachfolger, den Wert und die Abfindung für das Gut bestimmen. Mit landesherrlicher Zustimmung konnte er die Veräußerung und Verschuldbarkeit auch für spätere Nachfolger untersagen und es konnten somit Bauernfideikommisse eingerichtet werden.
Allerdings war mit den Erbpachtgütern nicht das Recht zur Teilnahme an den Landtagen (Landstandsrecht) verbunden. Die Domanialbauern waren daher weiterhin von der öffentlichen Mitwirkung ausgeschlossen. Die Landeshoheit über das Domanium hatte ausschließlich der Landesherr bzw. der Herzog. Allerdings bestand ein bedeutender Unterschied zwischen den faktischen Verhältnissen im Domanium und in der Ritterschaft. Das Domanium war zu groß, um allein durch den Landesherrn verwaltet zu werden. Allgemeine Verordnungen, Dienstanweisungen und eine zum Teil wohlwollende Beamtenschaft boten eine gewisse Gewähr für eine loyale und korrekte Handhabung der Staatsgewalt.

##### Anzahl der landwirtschaftlichen Betriebe
Im Domanium gab es 1888 größere landwirtschaftliche Betriebe in Form von 230 Pachthöfen und 107 Erbpachthöfen, mittlere Betriebe bestehend aus 5337 Erbpachtstellen, 101 Hauswirtstellen und kleine Betriebe bestehend aus 7222 Büdnerstellen und 7105 Häuslerstellen.

#### Ritterschaft

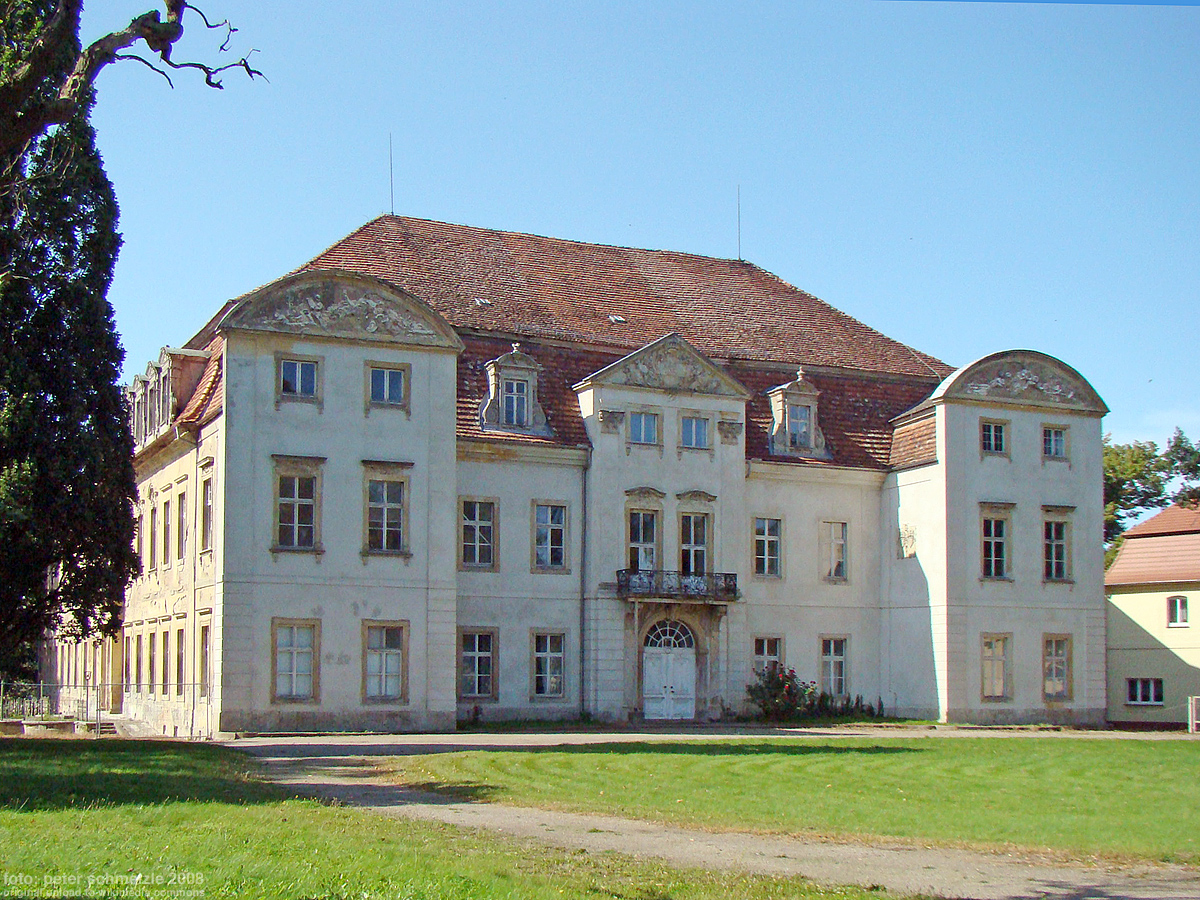
Gutshaus des ehemaligen Allods Ivenack im Bezirk des eigens dafür zuständigen ritterschaftlichen Amtes Ivenack im Großherzogtum Mecklenburg-Schwerin

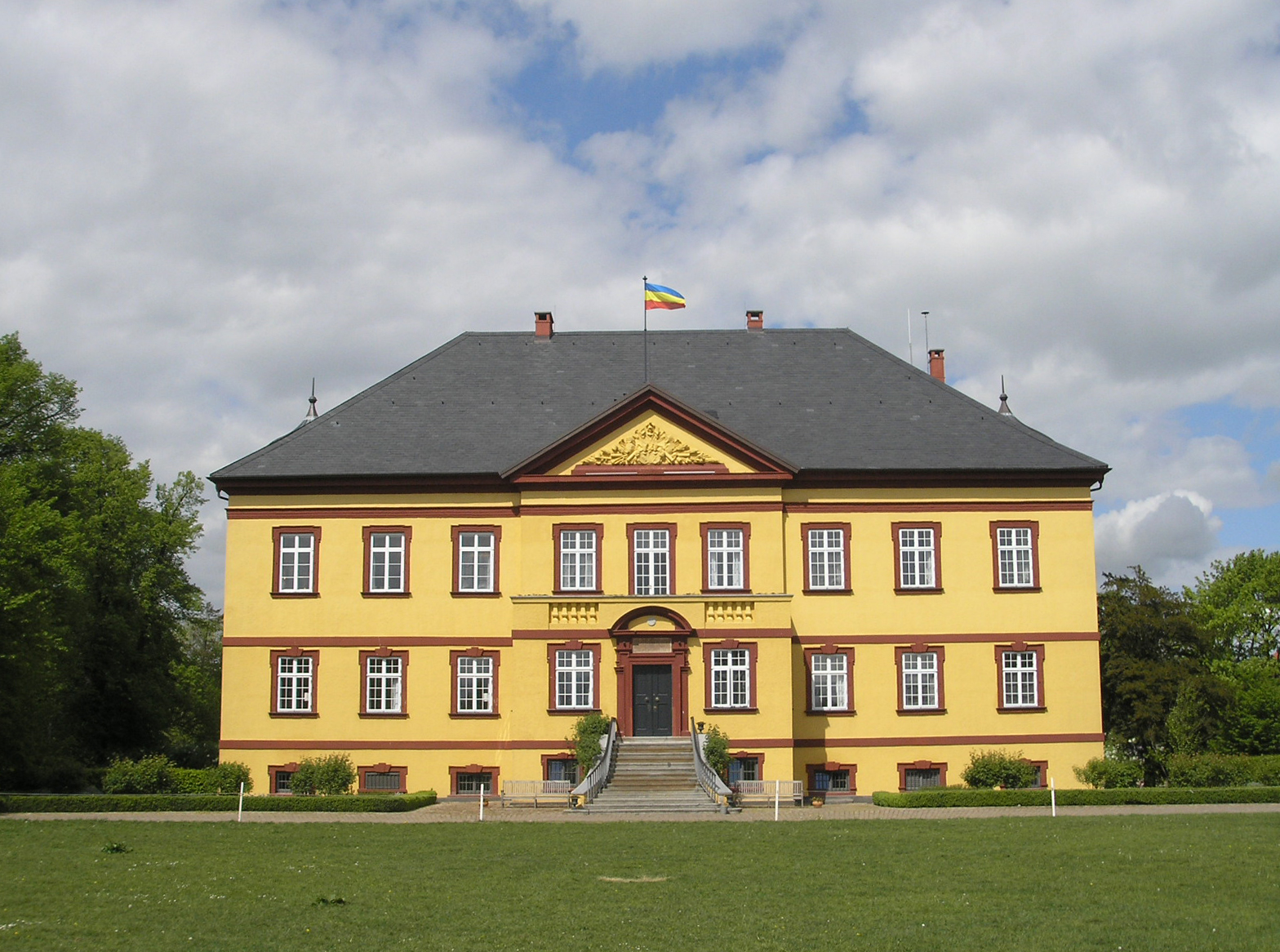
Gutshaus des ehemaligen Lehnguts Hohen Luckow im Bezirk des ritterschaftlichen Amtes Bukow im Großherzogtum Mecklenburg-Schwerin

Die Ritterschaft bestand grundsätzlich aus dem als Vasallen grundbesitzenden niederen Adel, später auch dem grundbesitzenden Bürgertum und den Klöstern. Das Ritterschaftliche Gebiet umfasste ca. 46 % der Gesamtfläche und war in Landesteil Schwerin 6037,61 km², im Landesteil Strelitz 640 km² groß.

##### Zugehörigkeit
Zur Ritterschaft zählten die Besitzer aller im Jahre 1755 als zur Ritterschaft gehörig anerkannten Grundstücke. Zur Ritterschaft gehörten außerdem die sogenannten Incamerata. Das waren alle lehnbaren und allodialen Hauptgüter der drei Kreise (dem mecklenburgischen, wendischen und stargardschen Kreis), die Klostergüter, die Güter des Rostocker Distriktes, die Landgüter der Herrschaft Wismar und die im Eigentum der Städte liegenden bzw. der städtischen Kirchen stehenden aber der Stadtfeldmark nicht einverleibten Güter (sog. Kämmerei- und Ökonomiegüter).
Als ritterschaftlich galt jedes Gut, auf welche die ritterschaftlichen Hufensteuern erhoben wurden und welches in den ritterschaftlichen Hufenkataster aufgenommen war.

##### Rechte der Ritterschaft
Mit dem jeweiligen ritterschaftlichen Gut war das Recht der Landstandschaft verbunden, d. h. das Recht, in eigener Person auf dem Landtag zu erscheinen und dort seine Rechte gegenüber dem Landesherrn zu vertreten. Die Grundherren der ritterschaftlichen Güter hatten gegenüber den Hintersassen lokalobrigkeitliche und administrative Befugnisse. Außerdem hatten die Gutsbesitzer Schrift- und Kanzleisässigkeit, Patrimonialjurisdiktion und die lokale Polizeigewalt und gewisse Privilegien wie das Brau- und Brennereirecht ohne Abgaben, das Mühlenrecht und das Patronatsrecht inne. Die Ritterschaft bestand 1888 aus 634 Mitgliedern.
Das Recht der Landstandschaft war allerdings nur mit einem Teil der Güter als dauerndes, unverlierbares Recht verknüpft. Landtagsfähige Güter konnten jedoch mit landes- und lehnherrlicher Genehmigung aus Nebengütern und Teilen von Hauptgütern gebildet werden. Voraussetzung dafür war, dass sowohl das zurückbleibende, als auch das abgetrennte Gut eine Größe von mindestens zwei katastierten Hufen besaß. Auch die Veräußerung von Teilen eines Gutes zur Einverleibung in ein anderes Gut war nur ab einer bestimmten Mindestgröße zulässig. Eine Veräußerung zu selbstständigem freiem Eigentum war dagegen ausgeschlossen. Die ritterschaftlichen Güter waren teilweise allodiale und teilweise belehnte Güter. Viele der Güter beider Art waren zudem Fideikommisse. Lehngüter konnten nach den geltenden Bestimmungen zu Allodialgütern umgeformt werden. Für diese allodifizierten Lehngüter bestand eine die Anwendung des gemeinen Erbrechts beschränkende Intestaterbfolge, während die Vererbung der Lehngüter nach Maßgabe des mecklenburgischen Lehnsrechts vollzogen wurde.
Zur Vertretung und Regelung eigener ritterschaftlicher Angelegenheiten bestand ein „Engerer Ausschuß der Ritterschaft“ in Rostock. Er stellte die Spitze der Ritterschaft dar und setzte sich aus den Landmarschällen der drei Kreise, den Landräten und den ritterschaftlichen Deputierten unter Zuziehung zweier rechtsgelehrter Syndici zusammen.

##### Verhältnisse des ritterschaftlichen Bauernstandes
Die Entwicklung des Bauernstandes auf den ritterschaftlichen Gütern war im Gegensatz zur Entwicklung auf den Domanialgütern weniger günstig. Bezeichnend dafür war, dass das Bestreben der Domanialverwaltung (der Landesregierung) auf die Erhaltung und weitere Fortbildung des Bauernstandes gerichtet war und von der Ritterschaft die Beseitigung des Bauernstandes angestrebt wurde (Legen der Bauernhöfe). Erst nach langen Bemühungen war es gelungen, eine Vereinbarung zu treffen, wonach der Erhalt der noch bestehenden Bauernhufen gesichert wurde. Ein Legen der Bauernhöfe konnte danach nur noch in beschränkter Weise stattfinden. Nur die auf früheren Hoffeldern errichteten Bauernstellen konnten danach jederzeit gelegt werden. Das Verhältnis der ritterschaftlichen Bauern zum Besitzer war hauptsächlich das des Zeitpächters. Erbverpachtungen, die sich auf Grund von freien Vereinbarungen gebildet hatten, waren nur in geringer Anzahl vorhanden. Aufgrund einer landesherrlichen Verordnung zur „Regulierung der bäuerlichen Verhältnisse auf den Gütern der Ritter- und Landschaft“ von 1864 konnten allerdings auch Zeitpächter ein beschränktes Anrecht auf dauernden Besitz ihrer Hufen erlangen. Eine zwingende Veranlassung für den Besitzer gab es jedoch nicht und ein Erbrecht an der Hufe wurde häufig nicht zugestanden, sondern nur Sukzessionsansprüche für die Nachkommen und Geschwister des Vaters begründet. Es konnte aber vertragsmäßig die Übertragung des Eigentums an den Gebäuden und der Hofwehr vereinbart werden.
Eine Sonderstellung nahmen die sechs sogenannten Bauernschaften ein. In den Gütern Buchholz bei Röbel, Grabow und Zielow (heute Ortsteil von Ludorf) im Bezirk des ritterschaftlichen Amtes Wredenhagen, in Niendorf im Bezirk des ritterschaftlichen Amtes Boitzenburg, in Rossow bei Wittstock, heute Teil von Brandenburg im ritterschaftlichen Amtsbezirk Plau und in Wendisch Priborn im ritterschaftlichen Amtsbezirk Lübz, waren die Bauern selbst Besitzer der betreffenden Rittergüter geworden. Sie umfassten 117 freie Bauern (Miteigentümer), deren Landstandsrecht der Schulze als Lehnsträger ausübte. Das Allod Buchholz mit einer landwirtschaftlichen Fläche von 1.502 Hektar, das Allod Rossow Dorf mit 1.400 Hektar und das Lehngut Wendisch Priborn mit 1.995 Hektar gehörten zu den größten landwirtschaftlichen Betrieben des Landesteiles Schwerin.

##### Anzahl der Betriebe
Im Jahre 1888 gab es in der Ritterschaft 1018 Hauptgüter, die 634 Besitzern gehörten; darunter 265 bürgerliche und 300 adlige Besitzer und drei Fürsten. 1908 bestand sie aus 639 Mitgliedern, darunter 316 bürgerliche und 292 adlige Besitzer. Sechs dieser Rittergüter befanden sich in bäuerlichen Händen, bestehend aus 117 Miteigentümern. Die Hauptgüter wurden zusammen mit den dazugehörigen Nebengütern von mehreren mittleren bis kleineren Betrieben bewirtschaftet. Diese bestanden aus 34 Pachthöfen, 823 Stellen in Erbpachtbesitz, 34 Lehnbauerstellen, zehn Lehnkossätenstellen, elf Lehnbüdnerstellen, 33 Lehnhäuslerstellen, 606 Hauswirtstellen, sieben Drittelhüfnerstellen, sieben Viertelhüfnerstellen, 143 Büdnerstellen, zwei Halbbüdnerstellen und 66 Häuslerstellen. Der genaue Anteil dieser Betriebe an der Gesamtfläche des ritterschaftlichen Besitzes ist nicht bekannt. Jedoch ist davon auszugehen, dass dieser geringer war, als im Domanium und im ritterschaftlichen Gebiet eher die Großbetriebe vorherrschend waren.

#### Landschaft

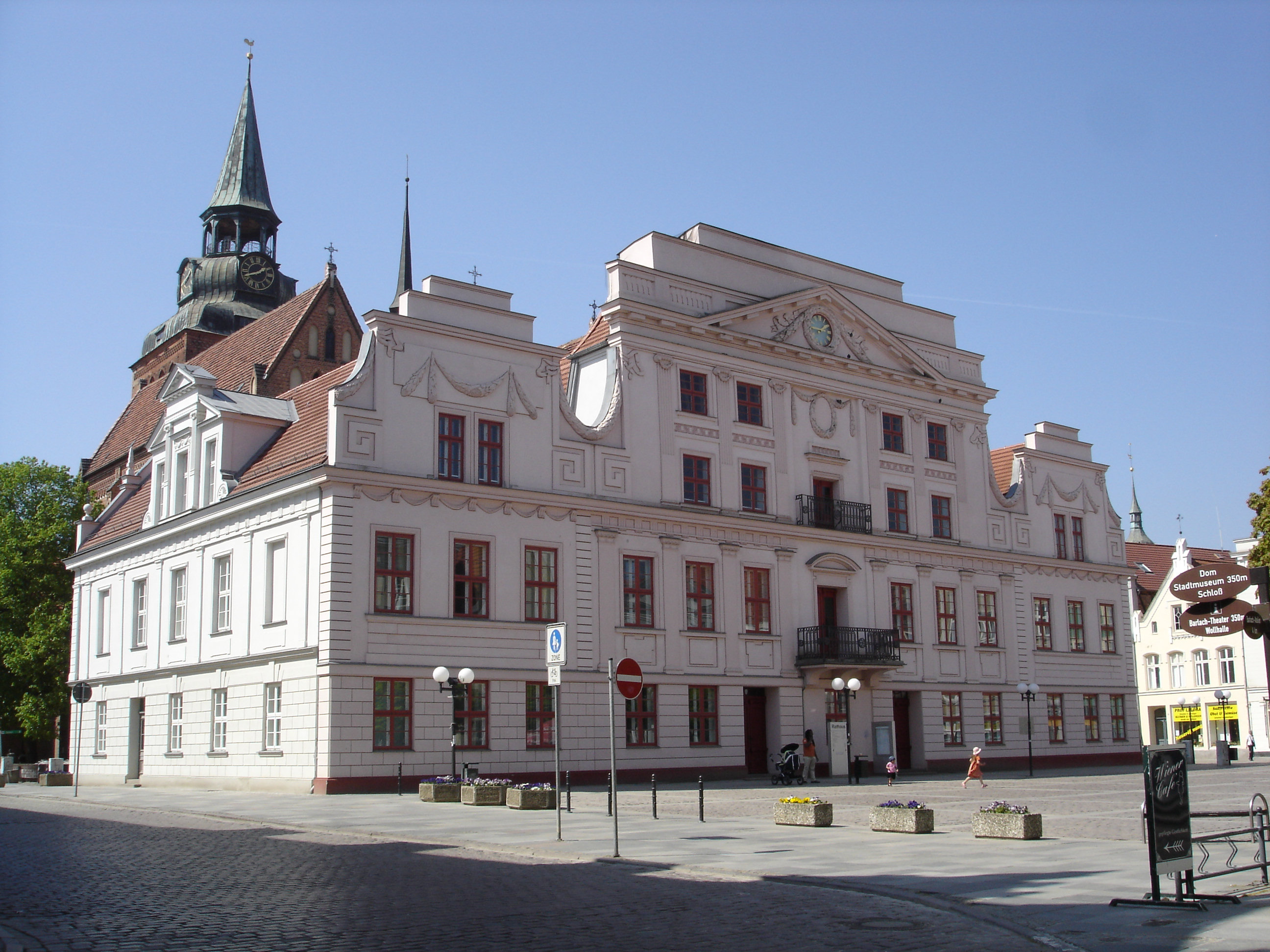
Güstrower Rathaus

Die Landschaft bildeten die landständigen so genannten Seestädte und Landstädte in Mecklenburg mit ihren Stadtrecht unterliegenden Grundstücken, welche sich im freien Eigentum von Städtern befanden. Sie umfasste etwa 11,5 % der Gesamtfläche; 1519,95 km² im Landesteil Schwerin und 296 km² im Strelitzer Landesteil.
Die Landschaft geht auf den Beginn des 14. Jahrhunderts zurück, als die Ritterschaft, die sich seit dem 13. Jahrhundert unregelmäßig versammelte, Vertreter der Städte hinzuzog. Da die effektive Erhebung von Steuern für Landeszwecke, deren Aufkommen vor allem von Handelsumsätzen städtischer Kaufleute und von Löhnen freier Städter herrührte, der Kooperation der städtischen Finanzbehörden bedurfte, suchten die Landtage in Steuerfragen die Zustimmung der Landschaft.

##### Rechte der Städte
An diese Güter waren keine grundherrschaftlichen Rechte wie bei den ritterschaftlichen Gütern geknüpft. Diese Rechte waren an die städtischen Organe vergeben. Die städtischen Organe hatten ebenfalls das Recht der Landstandschaft. Wismar, das erst 1803 in den Mecklenburgischen Staatsverband zurückgekehrt war (1648 bis 1803 schwedisch), erlangte diese Rechte erst wieder ab 1. Juli 1897. Die Landschaft bestand 1908 insgesamt aus 47 Städten. Rostock hatte zusätzlich bestimmte Sonderrechte, so einen Sitz im Engeren Ausschuß des Landtages. Jede Stadt wurde durch einen vom Magistrat und seinen Mitgliedern gewählten Abgeordneten, in der Regel der Bürgermeister, vertreten.
Die Spitze der Landschaft bildeten die drei sogenannten „Vorderstädte“ in Mecklenburg: Parchim, Güstrow und Neubrandenburg.

##### Anzahl der Betriebe
Die Städte besaßen 1888 39 Pachthöfe, 17 Pachtgehöfte, 22 Erbpachthöfe, 222 Erbpachtstellen, 81 Hauswirts- und sonstige Bauernstellen, 250 Büdnerstellen und 176 Häuslerstellen. Mit Ausnahme der Pachthöfe waren diese Betriebe zu den mittleren und kleineren Betrieben zu rechnen.

### Verfassung

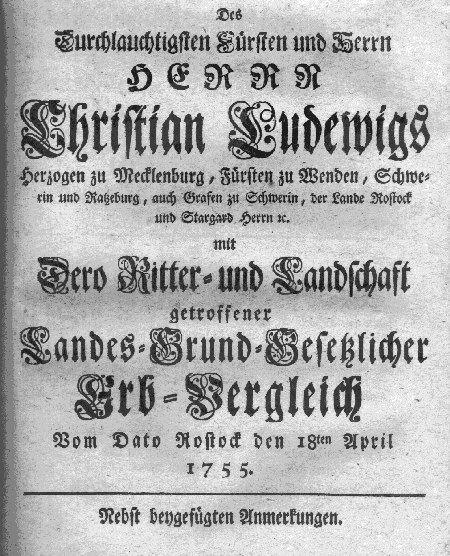
Titelblatt einer zeitnahen Druckausgabe des „Landesgrundgesetzlichen Erbvergleiches“ von 1755

#### Rechtsquellen
Die rechtlichen Grundlage der Verfassung Mecklenburgs bildete vor allem der bis 1918 gültige „Landesgrundgesetzliche Erbvergleich“ von 1755 (LGGEV) und das mit grundherrschaftlichen Befugnissen ausgestattete Eigentum an Grund und Boden, das sogenannte „echte Eigenthum“.

#### Entstehung und Inhalt des LGGEV
Im Ergebnis eines jahrhundertelangen Kräftemessens hatte das mecklenburgische Fürstenhaus entscheidende Machtbefugnisse an den politischen Gegner – die aus Ritterschaft und Landschaft bestehenden Landstände – verloren. Ungeachtet aller Herrschaftsteilungen der Dynastie bildeten die mecklenburgischen Landstände seit 1528 eine gemeinsame unteilbare Körperschaft, die „Union der Landstände“ bzw. „Landesunion“. Im Gegensatz zu anderen Reichsgebieten kam es in Mecklenburg demnach nicht zur Herausbildung absolutistischer Verhältnisse.
Seit 1755 besaßen die (Teil-)Herzogtümer mit dem „Landesgrundgesetzliche Erbvergleich“ eine gemeinsame, landständische Verfassung, durch welche die Herzöge bei der Ausübung bestimmter Befugnisse (Gesetzgebung, Besteuerung) an die Zustimmung der Landstände gebunden waren.
Die landständische Verfassung kannte bis 1918 weder die moderne Gewaltenteilung noch eine genaue Trennung von Staatsrecht und Privatrecht. Es gab keine Trennung von Verwaltung (Exekutive) und Justiz (Judikative). Das öffentliche Recht wurde wie ein Privatrecht behandelt, dessen Ausübung und Veräußerung dem jeweils Berechtigten, dem Grundeigentümer, überlassen war. Der Verwaltungsrechtler Erich Schlesinger formulierte dieses Verhältnis folgendermaßen: „Unter Verwechselung und Vermischung der Begriffe Staatsgewalt und Eigentum knüpfte die ständische Verfassung staatsrechtliche Befugnisse als Ausflüsse des angestammten Eigentums (Patrimonium) an den Grundbesitz an (Patrimonialprinzip). Mit dem Grundbesitz ist die Gewalt verbunden. Das öffentliche Recht wird wie ein Privatrecht betrachtet, dessen Uebung oder Nichtübung dem Berechtigten freisteht und dessen Veräußerung erlaubt ist.“

#### Dreiteilung des Grundeigentums
Das sogenannte „echte Grundeigenthum“ war dreigeteilt in Domanium, Ritterschaft und Städte (Landschaft). An das Grundeigentum waren staatsrechtliche Befugnisse in Form von Realrechten – Rechte, die nur dem jeweiligen Eigentümer eines bestimmten Grundstücks zustanden – gebunden. Staatsrechtliche Befugnisse waren also unmittelbar mit Grundstück verbunden und gingen mit dem Besitz auf den jeweiligen Besitzer über. Jeder Besitzer eines Gutes, mit dem das Recht der Landstandschaft verbunden war, konnte in eigener Person auf dem Landtag erscheinen und dort seine Rechte gegenüber dem Landesherrn vertreten.
Die Grundherren der ritterschaftlichen Güter hatten gegenüber den Hintersassen lokalobrigkeitliche und administrative Befugnisse. Außerdem hatten die Gutsbesitzer Schrift- und Kanzleisässigkeit, die Patrimonialjurisdiktion und die lokale Polizeigewalt und gewisse Privilegien wie die niedere Jagdgerechtigkeit, das Brau- und Brennereirecht ohne Abgaben, das Mühlenrecht und das Patronatsrecht inne.
An die städtischen Güter waren keine grundherrschaftliche Rechte wie bei den ritterschaftlichen Gütern geknüpft. Diese Rechte waren auf die städtischen Organe verteilt. Die städtischen Organe hatten ebenfalls das Recht der Landstandschaft und wurden meist durch den Bürgermeister vertreten. Nur das Domanium stellte das absolute Herrschaftsgebiet der Herzöge dar.
Alleiniger Träger des gesamten Grundeigentums in Mecklenburg waren ursprünglich die Herzöge, deren Grundbesitz (Domanium) sich nahezu auf das gesamte Gebiet des Herzogtums erstreckte. Später entstand durch Verleihung durch den Herzog, das ritterschaftliche, das städtische und das kirchliche Grundeigentum. Das kirchliche Grundeigentum fiel nach der Reformation mit der damit verbundenen Säkularisation zum großen Teil an den Herzog zurück und wurde Teil des Domaniums. In dieser Dreiteilung des Grundeigentums in Domanium, Ritterschaft und Städte war das gesamte Territorium Mecklenburgs erschöpft. Raum für ein anderes Eigentum – also auch für bäuerliches Eigentum – war nicht gegeben.

#### Verfassungsorgane
Legislative im Mecklenburgischen Gesamtstaat war der Landtag, eine gemeinsame Einrichtung und höchste politische Instanz der beiden Landesteile Mecklenburg-Schwerin und Mecklenburg-Strelitz. Er setzte sich aus den aus Ritterschaft und Landschaft bestehenden Landständen zusammen. Als Exekutive des mecklenburgischen Staates wurde der paritätisch besetzte Engere Ausschuß als höchstes politisches Gremium zwischen den Landtagen gebildet. In Mecklenburg gab es bis 1918 keine Trennung von Justiz und Verwaltung.

#### Hausverträge der herzoglichen Häuser
In beiden Landesteilen war der Thron seit 1701 nach dem Recht der Erstgeburt und nach der Linealerbfolge im Mannesstamm erblich. Beide (groß-)herzoglichen Häuser waren durch Hausverträge von 1701 und 1755 verbunden, und es folgte im Fall des Aussterbens der einen Linie die andere Linie nach. Beim Erlöschen beider Häuser ging die Thronfolge auf Preußen über. Nach dem Hausgesetz vom 23. Juni 1821 trat die Volljährigkeit des Großherzogs in Mecklenburg mit vollendetem 19. Lebensjahr ein.

#### Rechte der Staatsangehörigen
Obwohl seit dem 19. Jahrhundert alle Staatsbürger vor dem Gesetz gleich und allen die Staatsämter auf gleiche Weise zugänglich sein sollten, blieben die mecklenburgischen Untertanen weitgehend rechtlos und hatten keinerlei Rechte der Mitwirkung im öffentlichen Leben. Ab der zweiten Jahrhunderthälfte konnten sie sich zwar an Wahlen zum Reichstag des Norddeutschen Bundes bzw. zum Deutschen Reichstag beteiligen; auf innenpolitische Entwicklungen blieb das aber weitgehend wirkungslos. In Mecklenburg selbst hatten die adligen und bürgerlichen Rittergutsbesitzer weiterhin große Real- und Personalvorrechte. Sie besaßen insbesondere das Landstandsrecht, die Schrift- und Kanzleisässigkeit, die Patrimonialjurisdiktion (d. h. die niedere Gerichtsbarkeit in erster Instanz), die lokale Polizeigewalt und oft auch das Patronatsrecht. Nur sie und die Vertreter der mecklenburgischen Städte waren landtagsfähig und konnten auf dem Landtag Gesetze beschließen oder verhindern. Die Regenten selbst hatten nur indirekten Einfluss auf die Gesetzgebung im mecklenburgischen Staat.
Ein repräsentativer Charakter der Stände für die übrigen Staatsangehörigen des Landes war jedoch nicht gegeben. Sie vertraten lediglich ihren Grund und Boden der Landesherrschaft gegenüber und damit zugleich ihre hörigen Hintersassen, die allerdings nur als Zubehör des Grundeigentums in Betracht kamen. Erst nach der offiziellen Aufhebung der Leibeigenschaft im Jahre 1820 wurden die Stände auch zu Vertretern nicht nur ihres eigenen Grund und Bodens, sondern auch ihrer nunmehr freien Hintersassen. Die Staatsangehörigen waren demnach zunächst nur als Untertanen und nicht als Staatsbürger im heutigen Sinne angesehen. Die Landesherren, Ritter und Städte vertraten überwiegend ihre eigenen Interessen und gaben davon jeweilig nur soviel preis, wie nötig war, um die Zustimmung der anderen gesetzgebenden Gewalten zu erlangen. Die Gesetze waren daher nichts anderes als Verträge zwischen dem Landesherrn und den Ständen, bei denen jeder Teil hauptsächlich seine eigenen Interessen verfolgte.
In den Städten hatte sich die Bevölkerung ein Recht zur Mitwirkung verschafft und damit indirekt auch einen gewissen Einfluss auf die Gesetzgebung erlangt, wenn diese gegenüber der auf Lebenszeit gewählten Bürgermeister auch deutlich geringer war. In der Ritterschaft und im Domanium war die Bevölkerung allerdings von jeder öffentlichen Mitwirkung ausgeschlossen und unterlag der weitgehenden Entscheidungsfreiheit des jeweiligen Grundherrn. Allerdings bestand diesbezüglich ein bedeutender Unterschied zwischen den faktischen Verhältnissen im Domanium und in der Ritterschaft. Das Domanium war zu groß, um allein durch den Landesherrn verwaltet werden zu können. Allgemeine Verordnungen, Dienstanweisungen und eine zum Teil wohlwollende Beamtenschaft boten eine gewisse Gewähr für eine loyale und korrekte Handhabung der Staatsgewalt. In den ritterschaftlichen Gebieten gab es dagegen eine starke Abhängigkeit der Bevölkerung von dem Grundherrn. Die Ritterschaft versuchte regelmäßig ihre Machtstellung und ihre daraus resultierenden Vorteile – Steuerprivilegien, Nießbrauch der Landesklöster und die Arbeitskraft ihrer Hintersassen – zu erhalten.
Auf dem Landtag zu Sternberg wurde 1819 die Aufhebung der Leibeigenschaft (bis 1824 sollten alle Untertanen frei sein) und die Einrichtung eines Oberappellationsgerichts in Parchim als oberste Berufungsinstanz beschlossen. 1822 die Separation in den Bauerndörfern des Domaniums angeordnet. Die separierten Bauernhufen sollten so weit wie möglich in Erbpacht gegeben werden. Während im Domanium im Rahmen der bestehenden Gesetze allein die Großherzöge das Sagen hatten (unbeschränkt herrschen konnten sie nur im Fürstentum Ratzeburg, das dem mecklenburgischen Landtag nicht unterstand), beschränkte sich ihr Einfluss auf die Entwicklung im Gebiet der Ritterschaft und den Städten auf Funktionen der landesherrlichen Oberaufsicht.
Bauern waren mit geringen Ausnahmen jederzeit kündbare Zeitpächter des von ihnen bewirtschafteten Landes. Nur vereinzelt bestanden bäuerliche Stellen, welche in Erbpacht (Emphyteuse) gegeben waren. Allerdings wurden im Domanium Mecklenburg-Schwerins ab 1869 viele Bauern durch die Landesregierung von Zeitpächtern zu Besitzern (Erbpächtern), womit sie ein vererbliches dingliches Nutzungs- und Besitzrecht an den von ihnen bewirtschaften Grundstücken erwarben. Im Kernland von Mecklenburg-Strelitz wurde dies aber nur selten eingeführt; anders im bäuerlich geprägten Fürstentum Ratzeburg, wo es aus historischen Gründen keine ritterschaftlichen Gutsbetriebe gab. Zudem war auch der Grundbesitz des Domaniums, der Ritterschaft und der Städte staatsrechtlichen Beschränkungen unterworfen, so dass ein völlig freier Grundbesitz im Sinne einer unbeschränkten Verfügungsfreiheit darüber in Mecklenburg überhaupt nicht bestand.

#### Reformversuche
Am Ende des 19. und Anfang des 20. Jahrhunderts gab es Bestrebungen der Großherzöge und ihrer Staatsminister, im Land eine moderne Verfassung einzuführen. Sie scheiterten regelmäßig am Widerstand der Stände.
Für den im November 1918 einzuberufenden Landtag hatte Großherzog Friedrich Franz IV. mit seinem Staatsminister Adolf Langfeld die Verkündung einer neuen Verfassung vorbereitet. Rechtsgrundlage der Einführung sollte das mittelalterliche Recht des Landesherrn sein, in Notsituationen Gesetze aus eigener Hand zu erlassen. Durch das Aussterben der Linie Mecklenburg-Strelitz im thronfolgefähigen Mannesstamm wenige Monate zuvor war die Situation dafür günstig. Die Novemberrevolution beseitigte auch in Mecklenburg die Monarchie und machte diese Pläne zunichte.

### Landtag

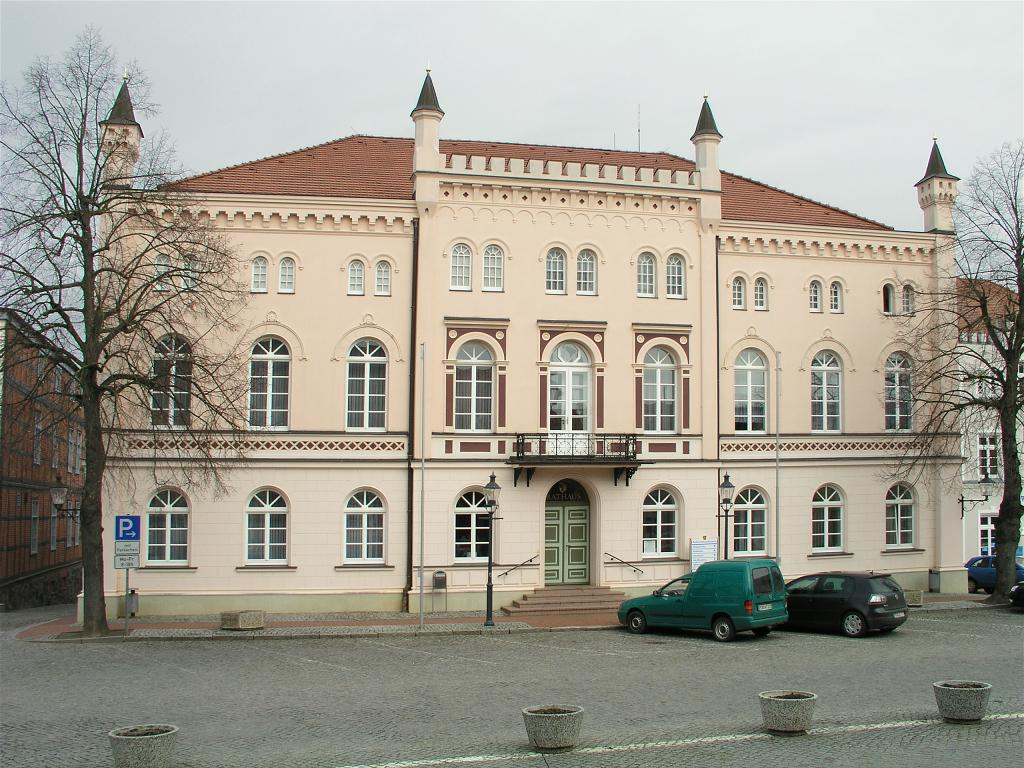
Das Sternberger Rathaus, ab 1847 einer der Versammlungsorte des Landtages

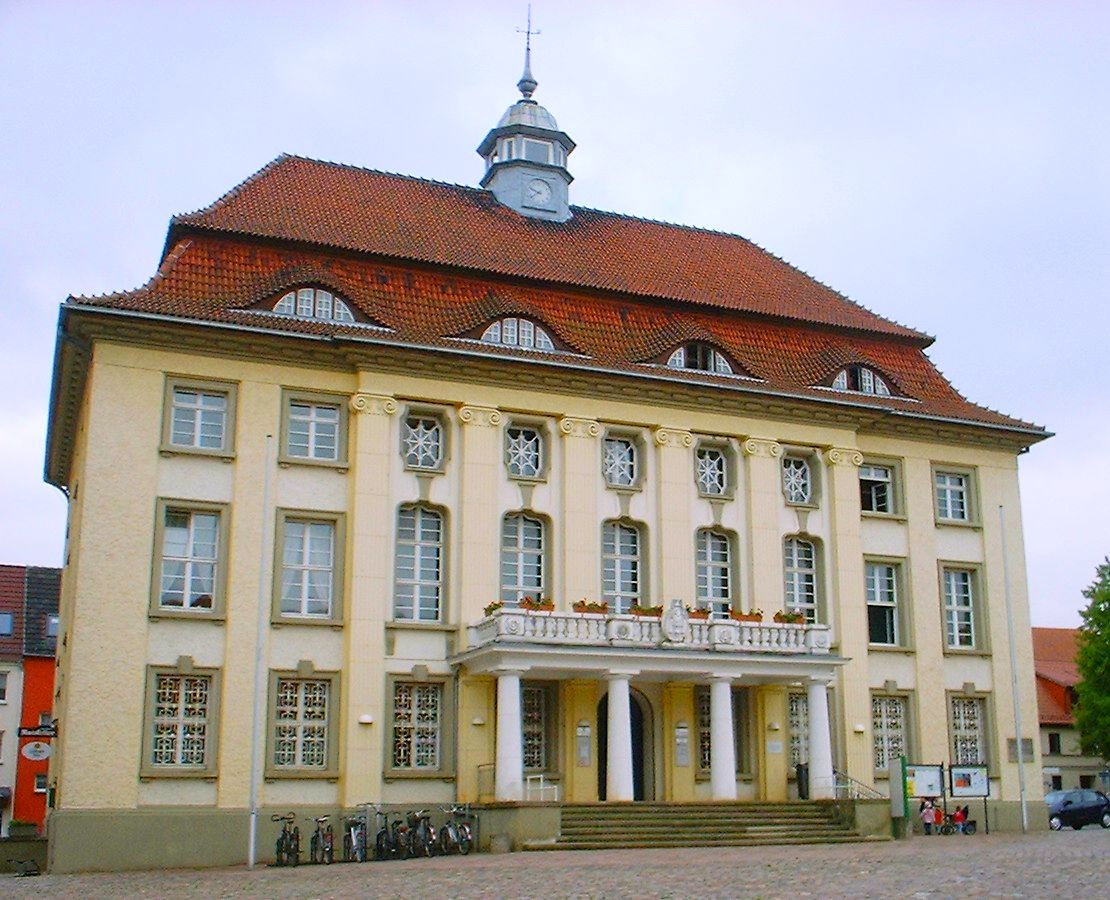
Das Malchiner Rathaus, ab 1842 einer der Versammlungsorte des Landtages

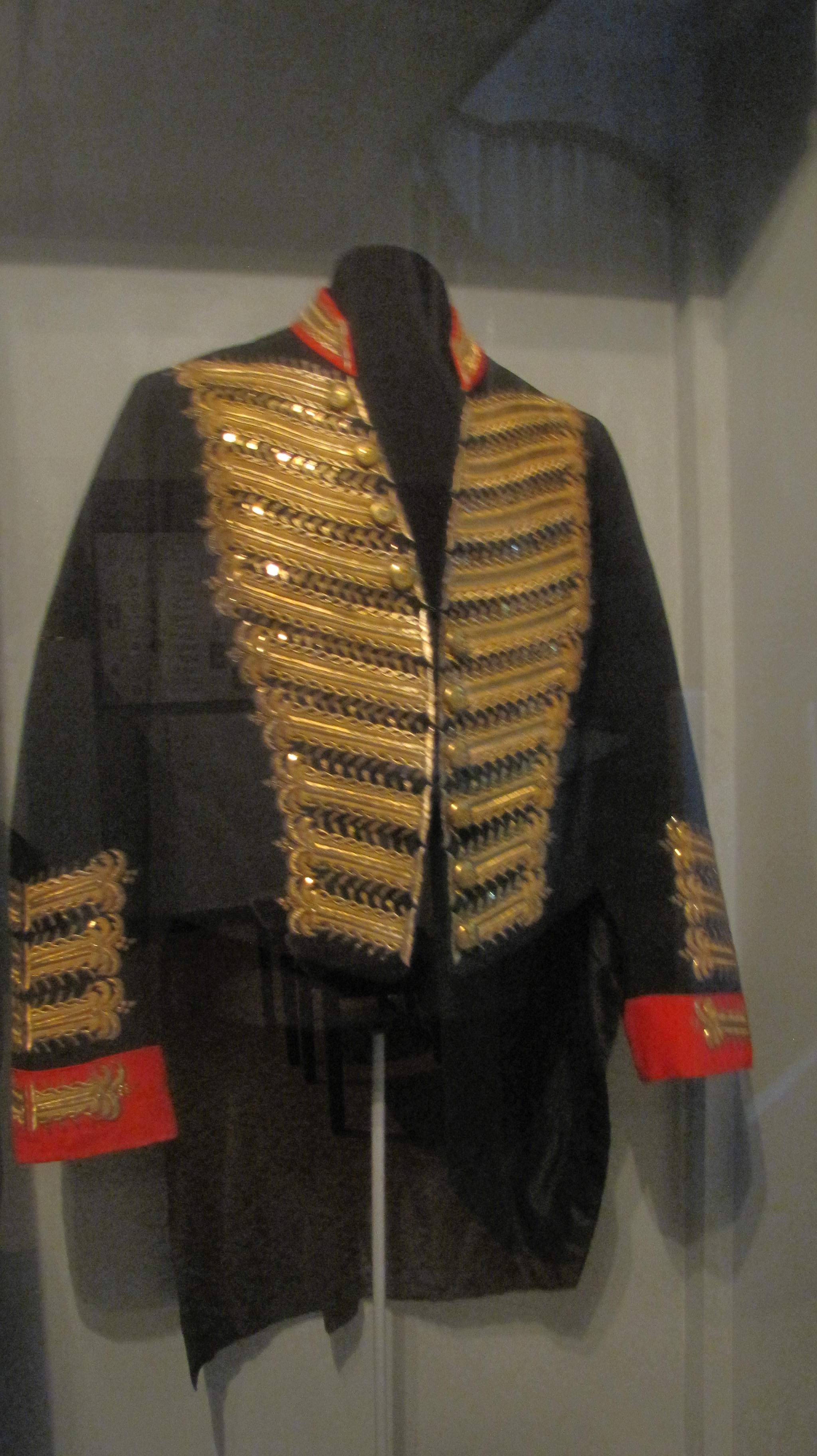
Landtagsuniform der Ritterschaft, im Volkskundemuseum in Schönberg

Legislative im mecklenburgischen Gesamtstaat war der Landtag. Der ständische Landtag in Mecklenburg war eine gemeinsame Einrichtung und die höchste politische Instanz der beiden Landesteile. Als Teil des mecklenburgischen Gesamtstaates besaßen die beiden (Teil-)Herzogtümer keine eigenen Parlamente. Zur Entscheidungsfindung durften die Ritter- und Landschaft beider Landesteile eigene Konvente abhalten, die jedoch keine politischen Befugnisse besaßen und nur der Repräsentation und Meinungsbildung dienten. Der ordentliche Landtag trat einmal jährlich im Herbst – meist zwischen November und Dezember – seit 1621 abwechselnd in Sternberg und Malchin zusammen. Erst im frühen 20. Jahrhundert wurde der Landtag in das Ständehaus zu Rostock einberufen.

#### Zusammensetzung und Stimmberechtigung
Der Landtag setzte sich aus der Ritterschaft und der Landschaft ohne Domanium und ohne die Städte Wismar, Neustrelitz und Ludwigslust zusammen. Die Einberufung des Landtags oblag dem jeweils regierenden Herzog (Großherzog) des Landesteils Mecklenburg-Schwerin. Dieser berief den Landtag zwar ein, doch hatte keiner der beiden mecklenburgischen (Groß-)Herzöge auf dem Landtag Stimmrecht. Sie durften persönlich nicht anwesend sein, sondern ließen sich durch ihre Regierungsbeamten vertreten. Als Vertreter der beiden Landesherren und ihrer Regierungen wurden drei landesherrliche Landtagskommissarien entsandt, die aber ebenfalls nicht an den Verhandlungen des Landtags teilnehmen durften. Sie übergaben die landesherrlichen Vorlagen den Erblandmarschällen des Landtagsdirektoriums und besprachen mit diesen deren geschäftliche Behandlung.
Stimmberechtigt auf den Landtagen waren also lediglich die Obrigkeiten der Ritterschaft und der Landschaft. Zur Ritterschaft gehörten alle Besitzer landtagsfähiger ritterschaftlicher Hauptgüter in den drei Kreisen. Seit der Einigung Mecklenburgs unter Heinrich IV. dem Dicken 1471 hatten sich die jeweiligen Stände der drei Teilherrschaften Mecklenburg (Mecklenburgischer Kreis), Wenden (Wendischer Kreis) und Stargard (Stargardischer Kreis) zunehmend zu gemeinsamen Landtagen versammelt, bevor sie 1523 eine Union bildeten. Die Ritterschaft bestand 1908 aus 639 Mitgliedern, darunter 316 bürgerliche und 292 adlige Besitzer. Die Landschaft, welche 49 landtagsfähigen Städte umfasste, übte das Landstandsrecht durch die Magistrate der Städte aus, die in der Regel den auf Lebenszeit angestellten Bürgermeister in den Landtag entsandten. Jeder Gutsbesitzer hatte dasselbe Stimmrecht wie jede einzelne Stadt, doch wurde eine Überstimmung der Landschaft dadurch vermieden, dass Ritterschaft und Landschaft sich zu besonderer Beschlussfassung trennen konnten (itio in partes).
Von der Ritterschaft wurden zugleich die Bauern und Hintersassen und von der Landschaft die Bürger der Städte im Landtag vertreten. Ein repräsentativer Charakter der Stände für die Bauern und Hintersassen des Landes war jedoch kaum oder gar nicht gegeben. Diese vertraten vordergründig ihre eigenen Interessen gegenüber der Landesherrschaft. Erst nach Aufhebung der Leibeigenschaft 1820 wurden die Stände auch zu Vertretern nicht nur ihres eigenen Grund und Bodens, sondern auch ihrer nunmehr freien Hintersassen. Die Einwohner des Domaniums – fast ein Drittel der Gesamtbevölkerung – waren auf dem Landtage nicht vertreten; das galt auch (bis auf die Besitzer der drei Allodialgüter Torisdorf, Horst und Dodow) für die gesamte Einwohnerschaft des Fürstentums Ratzeburg.

#### Direktorium der Ritter- und Landschaft
Das Direktorium der Ritter- und Landschaft auf Landtagen bestand aus acht von der Landesherrschaft ausgewählten Landräten aus dem eingeborenen oder rezipierten Adel, je vier aus dem Teilen Schwerin und Güstrow, aus drei Erblandmarschällen, ebenfalls dem Adel angehörig, entsprechend den drei Kreisen, und aus dem Deputierten der Stadt Rostock. Die Geschäfte der Ritterschaft in den drei Kreisen (dem mecklenburgischen, wendischen und stargardschen Kreis) führten die Erblandmarschälle, die Geschäfte der Landschaft die Bürgermeister der drei Vorderstädte in den drei Kreisen: Parchim, Güstrow und Neubrandenburg. Sie veranlassten auch die Zusammensetzung der Kommissionen zur Beratung der Vorlagen. Den Vorsitz des Landtages führte der älteste dirigierende Landrat. Ihm stand ein gewählter Protokolldirigent zur Seite. Eine Geschäftsordnung für die Verhandlungen bestand nicht, auch wurde keine Rednerliste geführt. Die Sitzungspolizei übten die Erblandmarschälle aus.

#### Reformversuche
Ein modernes – aus demokratisch gewählten Mitgliedern bestehendes – Parlament hat es zu Zeiten der Monarchie nur in Mecklenburg-Schwerin in einer kurzen Zwischenphase im Zuge der Revolution 1848/49 gegeben. Während Parlamentarier auch aus dem Landesteil Mecklenburg-Strelitz an diesem demokratischen Erneuerungsprozess teilnahmen, hatte der Strelitzer Großherzog nach anfänglichen Zugeständnissen jegliche weitere Beteiligung an dieser Entwicklung aufgekündigt. Folgerichtig wurde 1849 ein Staatsgrundgesetz nur für den Landesteil Mecklenburg-Schwerin verkündet, das eine konstitutionelle Monarchie mit einem Zweikammernparlament vorsah. Nach dem Scheitern der Revolution wurde 1850 auf Betreiben des Großherzogs von Mecklenburg-Strelitz und auf Druck Preußens mit dem Freienwalder Schiedsspruch der alte Rechtszustand wiederhergestellt.

### Justiz und Verwaltung

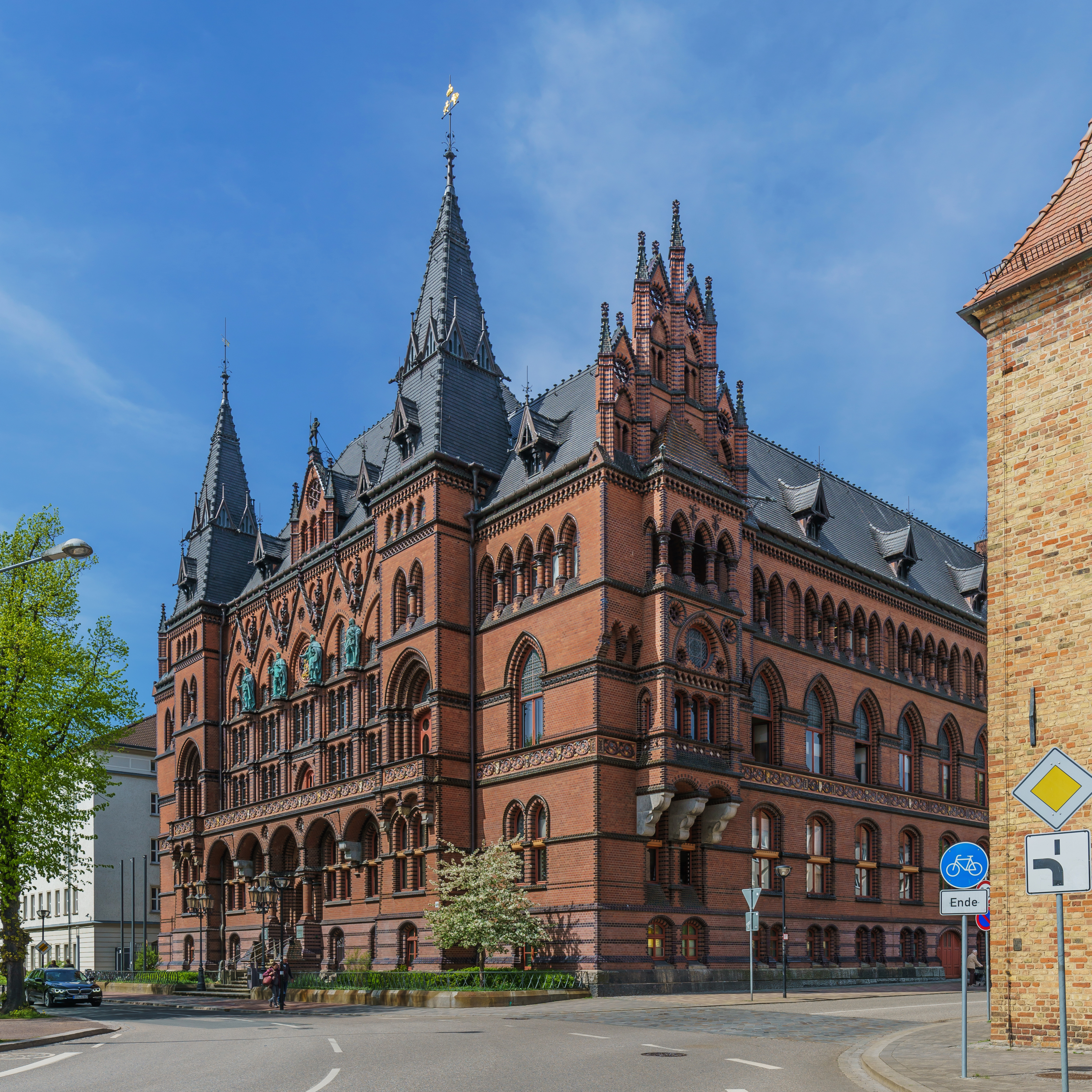
Das Ständehaus in Rostock, früherer Sitz des Engeren Ausschusses

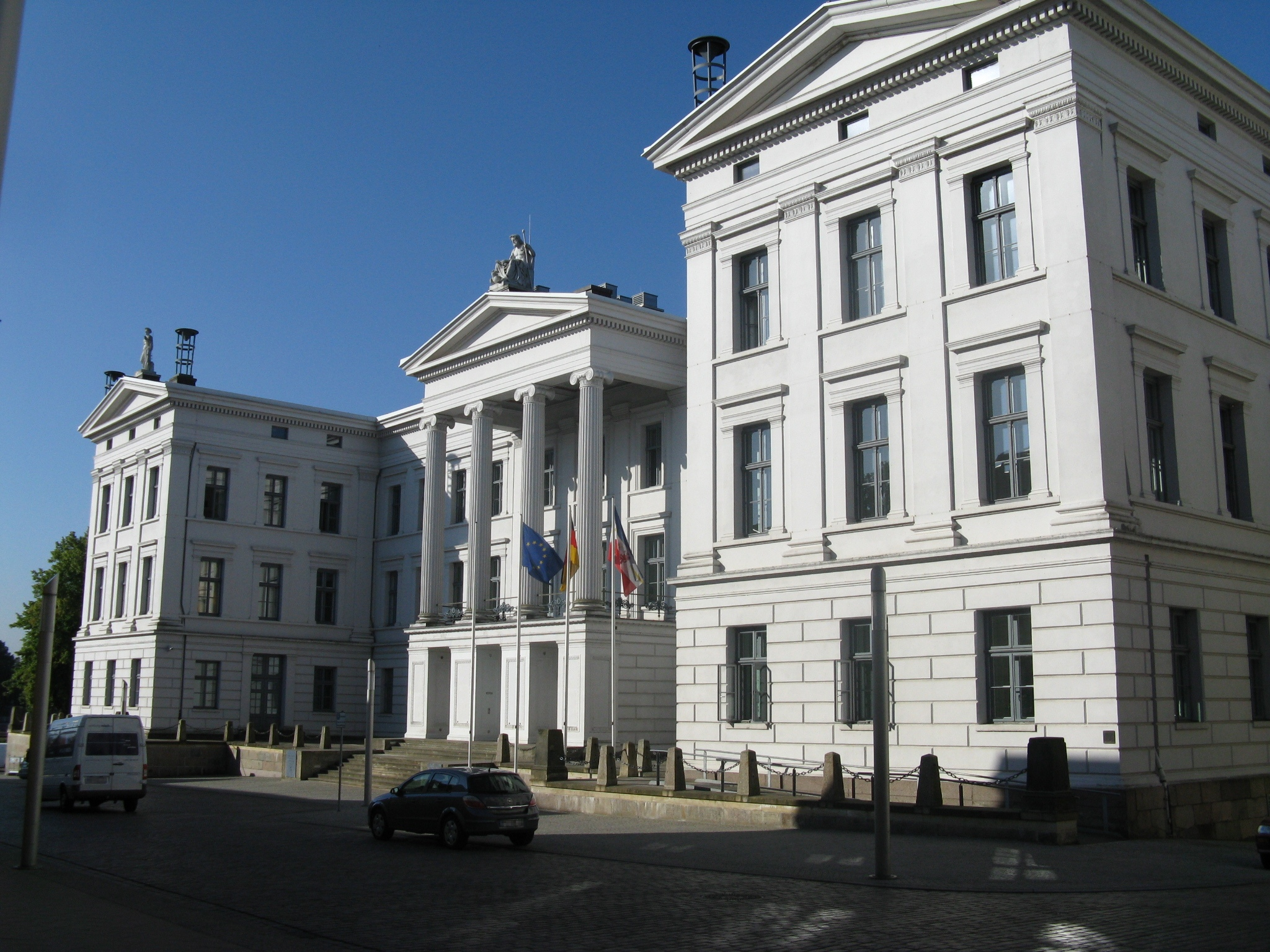
Gebäude des ehemaligen Staatsministeriums in Schwerin (1849–1918)

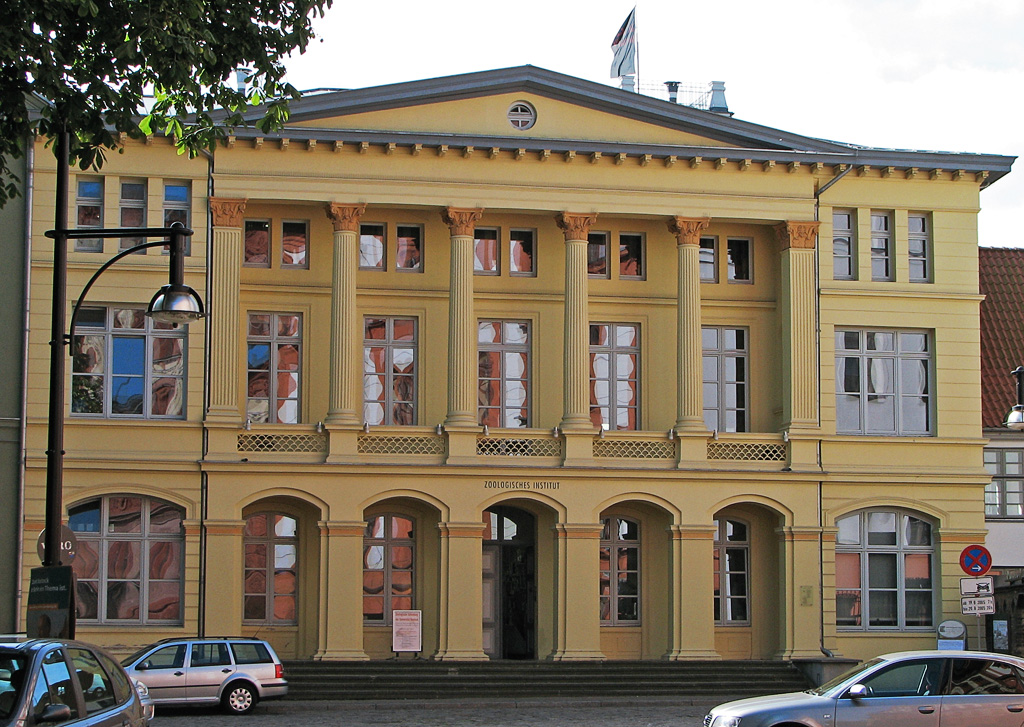
Gebäude des ehemaligen Oberappellationsgerichts Rostock (1845–1880)

Bis 1879 gab es in Mecklenburg keine Trennung der Rechtsprechung von der Verwaltung im Sinne einer Gewaltenteilung und bis 1918 auch keine Trennung von Kirche und Staat. Allerdings war mit der Bildung des Oberkirchenrats in Schwerin 1850 die lutherische Kirchenregierung und Ausübung des Landesherrlichen Kirchenregiments im Landesteil Mecklenburg-Schwerin von der allgemeinen großherzoglichen Regierung getrennt worden. Bereits 1763 hatten Mecklenburg-Schwerins Monarchen die Israelitische Landesgemeinde Mecklenburg-Schwerin als Stand der Juden im Lande anerkannt und die Exekutive der Landesgemeinde, den vierköpfigen Deputiertenrat 1839 um landesherrliche beigeordnete Kommissare erweitert und als Israelitischen Oberrat rekonstituiert.

#### Der Engere Ausschuß
Als höchstes Exekutivorgan der Ritterschaft und der Städte des mecklenburgischen Staates wurde der paritätisch besetzte „Engere Ausschuß“ (oder „Engere Ausschuß der Ritter- und Landschaft“) gebildet. Er war nach der Zweiten Mecklenburgischen Hauptlandesteilung im Jahre 1621 als Gremium zur Tilgung der herzoglichen Schuldenlasten entstanden und bildete zunächst eine Art Hilfskasse. Im 18. und 19. Jahrhundert entwickelte er sich zu einer festen Körperschaft, mit der die mecklenburgischen Landstände ihre eigenen Interessen im Land durchsetzen konnten. Er wurde zum höchsten politischen Gremium zwischen den Landtagen und bildete die ständische Mitregierung Mecklenburgs als Gegenpart zu den Regenten beider mecklenburgischer Landesteile. Der Engere Ausschuß hatte seinen Sitz im Rostocker Ständehaus und setzte sich aus Ritter- und Landschaft zusammen. Er war ein permanentes, der gesamten Ritter- und Landschaft vorgestelltes Kollegium. Er bestand aus zwei Landräten, drei ritterschaftlichen Deputierten und drei Magistratsmitgliedern der Vorderstädte Parchim, Güstrow und Neubrandenburg als Deputierte der Landschaft und einem Deputierten der Stadt Rostock. Er diente der Vorbereitung der Landtagsvorlagen und war für die Ausführung der Landtagsbeschlüsse sowie zur Erledigung eiliger Angelegenheiten vor einem Zusammentritt des Landtags zuständig.
Zur Vertretung und Regelung eigener ritterschaftlicher Angelegenheiten bestand zudem ein „Engerer Ausschuß der Ritterschaft“ in Rostock. Er stellte die Spitze der Ritterschaft dar und setzte sich aus den Landmarschällen, Landräten und ritterschaftlichen Deputierten unter Zuziehung zweier rechtsgelehrter Syndici zusammen.

#### Das Staatsministerium
Das Staatsministerium war die oberste Regierungs- und Verwaltungsbehörde des Landesteils Mecklenburg-Schwerin. Während es in Mecklenburg-Strelitz zunächst bei der alten kameralistischen Landesverwaltung blieb, entstanden in Mecklenburg-Schwerin als Folge der 1848er Revolution neue Behördenstrukturen der Landesverwaltung. Seit 1849 bestand als großherzogliche Regierung ein Gesamtministerium, das ab 1853 als Staatsministerium bezeichnet wurde und den Mittelpunkt der Staatsverwaltung bildete. Es bestanden die Ministerien des Äußeren, des Inneren, der Justiz und der Finanzen. Den Ministerien standen als Einzelleiter Staatsräte vor. Den Vorsitz im Gesamtministerium führte der Staatsminister (einem Ministerpräsident vergleichbar). Der Staatsminister führte zusätzlich in Personalunion ein Fachministerium, meist das Außenministerium. Zudem gehörten zum Staatsministerium das Geheime und Hauptarchiv, das Kammer- und Forstkollegium für die Verwaltung der Staatsdomänen und Forsten, die Generalpostdirektion und die Verwaltung der Steuern und Zölle. Die unteren Verwaltungsstellen wurden durch die Domanialämter, Magistrate und Patrimonialgerichte gebildet.

##### Justizverwaltung
Die Justizverwaltung unterstand dem Ministerium für Justiz und dem Staatsministerium in Mecklenburg-Strelitz. Von diesen Behörden wurde die Oberaufsicht über die gesamte Rechtspflege des Landes ausgeübt, womit Verwaltung (Exekutive) und Justiz (Judikative) miteinander verbunden waren. Zugleich war das Justizministerium für alle geistlichen, Schul- und Medizinalangelegenheiten zuständig.
Als höchstes Gericht bzw. oberste Instanz bestand seit 1819 das für beide Landesteile gemeinschaftliche, von beiden Großherzögen und den Landständen besetzte Mecklenburgische Oberappellationsgericht, welches sich zuerst in Parchim befand und 1840 nach Rostock verlegt wurde und ab 1879 – wie reichsweit vereinheitlicht – die Bezeichnung Oberlandesgericht führte. Beiden Landesteilen gemeinsam waren außerdem die Schwurgerichtssitzungen in Güstrow.
Als Mittelinstanzen gab es 1857 die Justizkanzleien in Schwerin, Güstrow und Rostock, in unterster Instanz die Stadt- und Amt-, Patrimonial-, Klosteramts- u. Ökonomiegerichte. Für „peinliche Sachen“ (Strafgerichtsbarkeit) bestand für das ganze Land das Kriminalkollegium in Bützow.
Später wurden die Mittelinstanzen und Unterinstanzen durch vier Landgerichte (in Güstrow, Rostock, Neustrelitz und Schwerin) und 52 Amtsgerichte (43 in Mecklenburg-Schwerin und neun in Mecklenburg-Strelitz) ersetzt.
Die Patrimonialgerichtsbarkeit der ritterschaftlichen Grundherren wurde später – soweit die ordentlichen streitigen Gerichtssachen in Frage standen – abgeschafft und ging an die neu gebildeten Amtsgerichte über. Für das Domanium wurde die Patrimonialgerichtsbarkeit auch für die Freiwillige Gerichtsbarkeit aufgelöst und an die Amtsgerichte übergeben. In den Städten und Ständen bestand sie aber für die Freiwillige Gerichtsbarkeit weiter, allerdings für die Besitzer der ritterschaftlichen Güter unter wesentlicher Beschränkung des Umfangs der auszuübenden Gerichtsbarkeit.
Ferner gab es eine Landesstrafanstalt in Dreibergen, ein Zentralgefängnis in Bützow und ein Landarbeits- und Zuchthaus in Strelitz. Hinzu kam das Oberlandesgericht in Rostock, das beiden Großherzogtümern gemeinsam diente.
Die Hauptquelle des Rechts bildete für alle Rechtsgebiete das gemeine Deutsche Recht, neben dem im Mittelalter außerhalb der Städte und für die Ritterschaft Modifikationen des Sächsischen Rechts galten. In Rostock und Hagenow galt Lübisches Recht, in Friedland und Neubrandenburg Märkisches Recht. In Rostock, Schwerin, Parchim und Neubrandenburg und den meisten anderen Städten gab es zudem eigene Stadtstatuten. Allgemeingültige Landesgesetze waren die Polizeiordnung von 1516 (revidiert 1542), die Landesreversalen von 1572 und 1621 und der landesgrundgesetzliche Erbvergleich von 1755.

##### Steuer- und Zollverwaltung
Die Verwaltung der Zölle und Steuern wurde unter der Oberaufsicht des Finanzministeriums in Schwerin und der Landesregierung in Neustrelitz durch die Steuer- und Zolldirektion in Schwerin geleitet. Darunter bestanden vier Hauptsteuerämter: Güstrow, Neubrandenburg, Rostock und Schwerin. Das Fürstentum Ratzeburg gehörte zum Hauptsteueramtsbezirk Schwerin.
Die Landessteuern wurden im Großherzogtum Mecklenburg-Schwerin unter der Oberleitung des Finanzministeriums von der Steuer- und Zolldirektion Schwerin und von der Landesrezeptur- und Stempeldirektion in Rostock, einer Gemeinsamen Grossherzoglichen und Ständischen Behörde sowie von dem Engeren Ausschuss der Ritter- und Landschaft verwaltet. Die verwaltenden Organe in Mecklenburg-Strelitz waren die Landesregierung, die Zentralsteuerdirektion in Neubrandenburg (Gemeinschaftliche Grossherzogliche und Ständische Behörde) und der Engere Ausschuss der Ritter- und Landschaft in Rostock.

##### Polizeiverwaltung
Die landesherrliche Polizeigewalt wurde in Mecklenburg-Schwerin durch das Ministerium des Inneren, in Mecklenburg-Strelitz durch die Landesregierung ausgeübt. Die Stände waren in den Polizeibehörden- und Institutionen durch Deputierte vertreten.
Die lokalpolizeilichen Funktionen wurden im Domanium durch die Domanialämter, in den Städten durch die Stadtmagistrate (Polizei-Kollegien in Mecklenburg-Strelitz), in den Klöstern durch die Klosterämter und in den ritterschaftlichen Gütern durch die Gutseigentümer selbst ausgeübt. Die Gutseigentümer übertrugen ihre Funktionen häufig den von ihnen eingesetzten Polizeiämtern.

##### Schulverwaltung

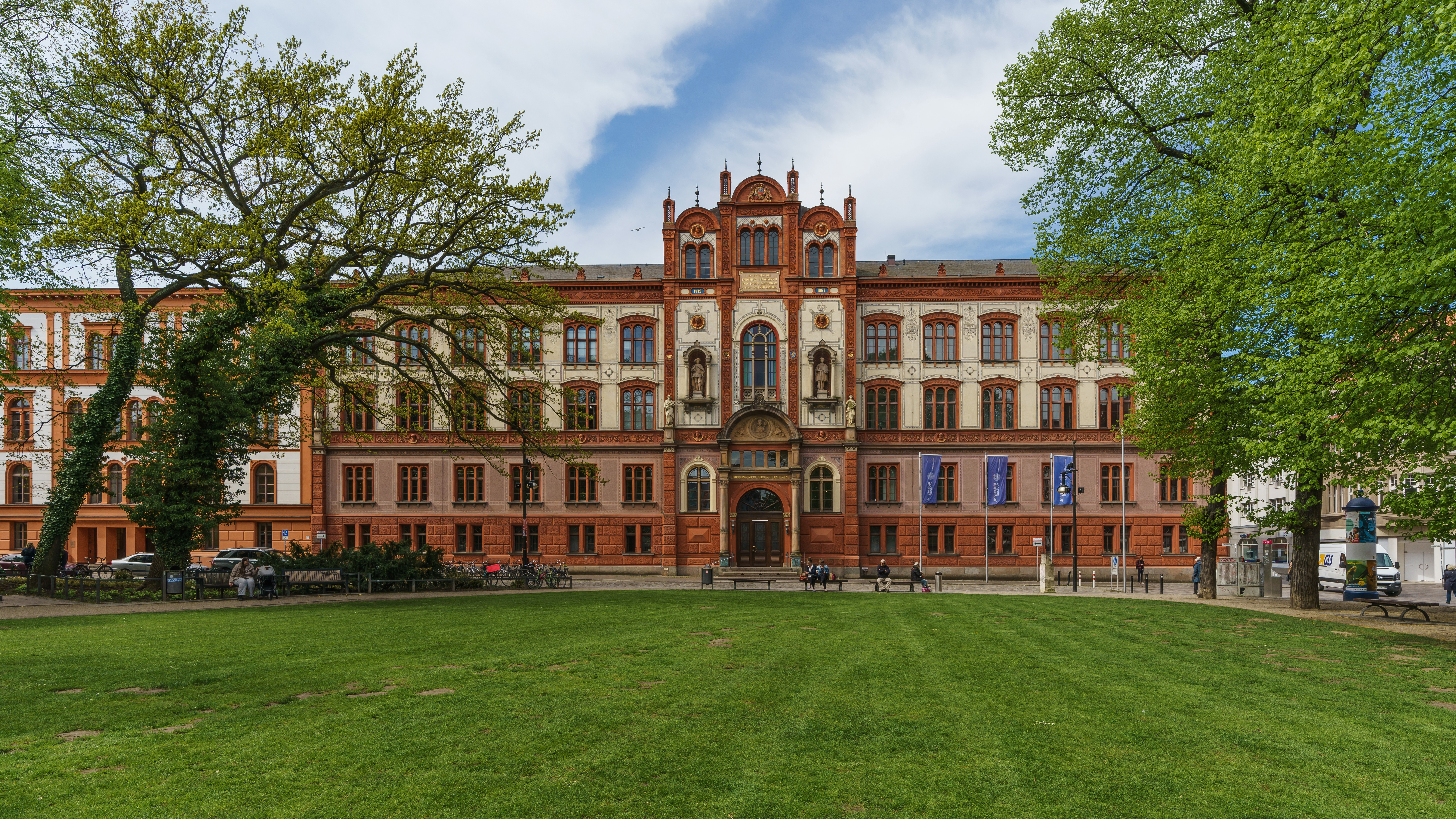
Hauptgebäude der Universität Rostock

Die Schulverwaltung wurde in Mecklenburg-Schwerin durch die betreffende Ministerialabteilung des Justizministeriums, in Mecklenburg-Strelitz durch die oberste Behörde der Kirche, dem Konsistorium geleitet. An höheren Schulanstalten besaß Mecklenburg-Schwerin die 1419 gestiftete Landesuniversität Rostock mit vier Fakultäten; Gymnasien in Güstrow, Parchim, Rostock, Schwerin, Waren (Müritz) und Wismar sowie Realschulen in Bützow, Güstrow, Parchim, Rostock und Wismar; hinzu kamen drei städtische und eine größere Anzahl privater höherer Tochterschulen. In Mecklenburg-Strelitz bestanden für die höhere Schulbildung drei Gymnasien in Friedland, Neubrandenburg und Neustrelitz sowie zwei Realschulen in Neustrelitz und Schönberg (Fürstentum Ratzeburg) und vier höhere Töchterschulen.
In Mecklenburg-Schwerin gab es 1903 außerdem 1226 Volks- und Bürgerschulen (1111 Landschulen und 115 Stadt- und Fleckenschulen) mit 2150 Klassen, in denen 94.971 Schüler von 2041 Lehrkräften unterrichtet wurden. In den 42 Städten und sechs Flecken bestanden Gewerbeschulen, in denen 1903 von 264 Lehrkräften 4255 Schüler unterrichtet wurden, die 88 Gewerbearten angehörten. Zur Bildung von Lehrern bestanden ein großherzogliches Schullehrerseminar in Neukloster für die großherzoglichen Domänen und das Seminar für ritterschaftliche Schullehrer in Lübtheen. Ferner bestanden bei Schwerin eine Bildungs- und Pflegeanstalt für geistesschwache Kinder, in Neukloster eine Blinden- sowie in Ludwigslust eine Taubstummenanstalt.
Seefahrtschulen (Navigationsschulen) gab es in Wustrow und Rostock und eine Navigations-Vorbereitungsschule in Dierhagen. Eine Ackerbauschule gab es in Dargun und schließlich zwei städtische Baugewerks- und technische Lehranstalten in Neustadt und Sternberg. Eine Irrenheilanstalt gab es in Sachsenberg bei Schwerin, eine zweite in Gehlsheim bei Rostock sowie eine Heil- und Pflegeanstalt in Rostock.
In Mecklenburg-Strelitz gab es 1903 zudem 233 Volks- und Bürgerschulen, darunter 218 Landschulen, in denen im Jahr 1901 von 382 Lehrkräften 16.057 Schüler unterrichtet wurden; ferner gab es ein großherzogliches Schullehrerseminar in Mirow.

#### Ministerium des Großherzoglichen Hauses
Nicht zum Staatsministerium gehörte das Ministerium des Großherzoglichen Hauses, das die Verwaltungsbehörde des großherzoglichen Hofes war.

#### Post- und Telegraphenverwaltung

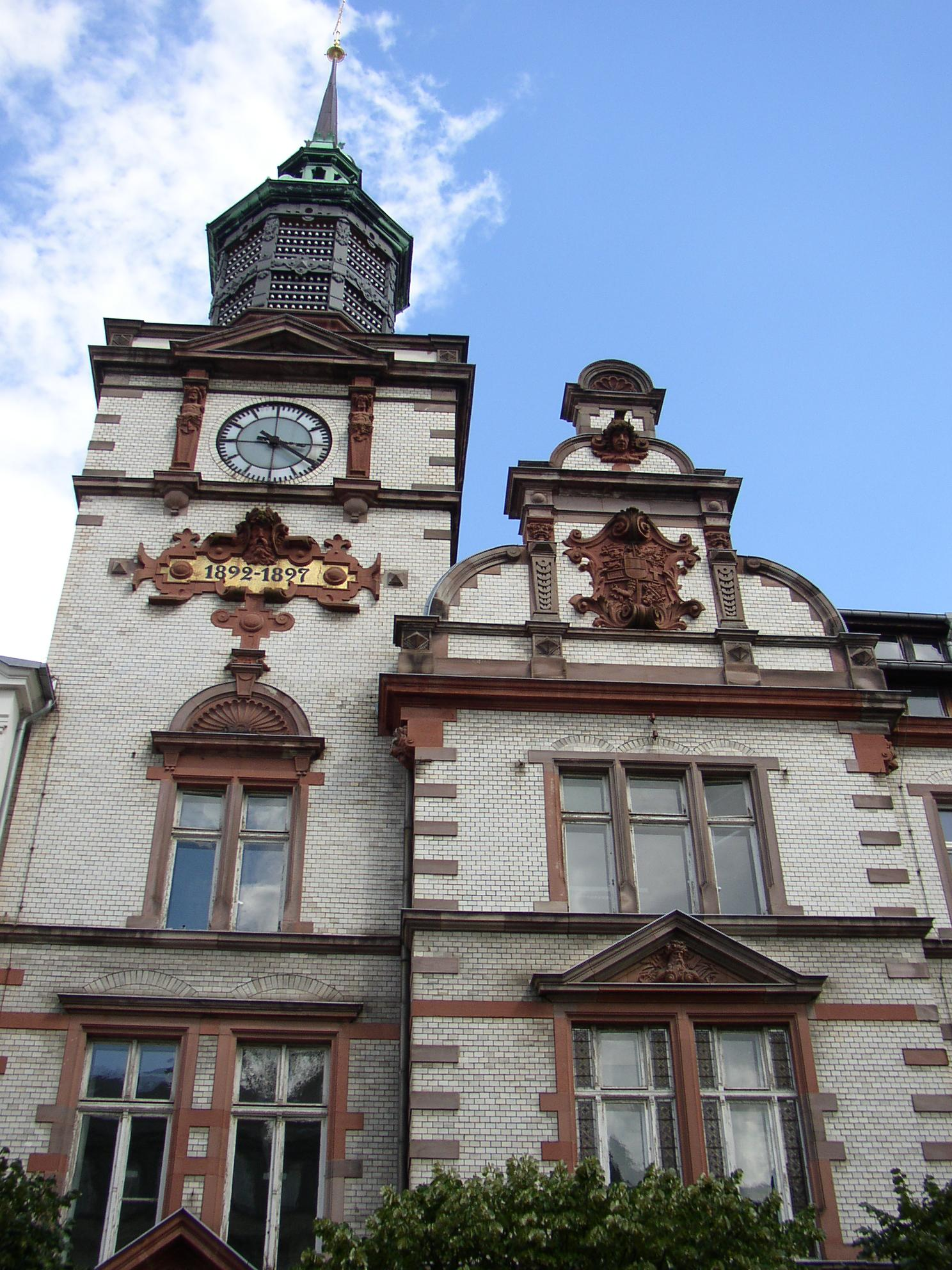
Turm der ehemaligen kaiserlichen Oberpostdirektion in Schwerin

Die Post- und Telegraphenverwaltung wurde von der kaiserlichen Oberpostdirektion in Schwerin für beide Länder gemeinsam geleitet. Unter der Oberpostdirektion bestanden in Mecklenburg-Schwerin 15 Postämter I. Klasse, 17 Postämter II. Klasse, 36 Postämter III. Klasse und 99 Postagenturen in Mecklenburg-Strelitz zwei Postämter I. Klasse, vier Postämter II. Klasse, fünf Postämter III. Klasse sowie 18 Postämter IV. Klasse. Meist mit den Postämtern verbunden bestanden 185 Telegraphenanstalten in Mecklenburg-Schwerin und 28 Telegraphenanstalten in Mecklenburg-Strelitz.

#### Militärverwaltung
Das Militär war unmittelbar dem Großherzog unterstellt. Es stand unter der Leitung des Großherzoglichen Militärdepartements, dessen Chef, ein General, bei der Beratung militärischer Angelegenheiten Sitz und Stimme im Staatsministerium hatte.
In Bezug auf die Rechtsprechung in Militärangelegenheiten war das Generalauditoriat in Schwerin zuständig.
In militärischer Hinsicht gehörten beide Länder nach den Militärkonventionen von 1868 zum Bezirk des IX. Armee-Korps der preußischen Armee. Mecklenburg hatte zwei Infanterieregimenter (Nr. 89 und 90), ein Jägerbataillon (Nr. 14), zwei Dragonerregimenter (Nr. 17 und 18) sowie eine Abteilung Feldartillerie (1. Abteilung des Holsteinischen Feldartillerie-Regiments Nr. 24 in Güstrow und Neustrelitz). Mecklenburg stellte die Landwehrregimenter Nr. 89 und 90. Zu Zwecken der Rekrutierung war Mecklenburg-Schwerin in zwölf, Mecklenburg-Strelitz in drei Aushebungsbezirke eingeteilt. Die Aushebungsbezirke stellten räumlich zusammenhängende Teile des Landes dar und wurden ohne die sich aus der Stellung zum Grundeigentum ergebende Unterscheidung zwischen dem Gebiet des Domaniums, der Ritterschaft und der Städte gebildet.

#### Kirchenverwaltung
Die Landeskirche Mecklenburgs war die Evangelisch-Lutherische Landeskirche. In beiden Ländern waren die Landesherren bis 1918 zugleich die Oberbischöfe der Kirche. Es gab in Mecklenburg also keine wie heute übliche Trennung von Kirche und Staat. Als kirchenleitende Behörde für Mecklenburg-Schwerin wurde im Dezember 1849 anstelle der früheren Kirchenkommission der Oberkirchenrat mit Sitz in Schwerin gebildet. Die oberste Behörde der Kirche in Mecklenburg-Strelitz war das Konsistorium. Der Oberkirchenrat war ebenfalls nicht dem Staatsministerium zugeordnet, sondern unterstand unmittelbar dem Großherzog in seiner Eigenschaft als Inhaber des landesherrlichen Kirchenregiments.
Die Kirchenverwaltung war in Mecklenburg-Schwerin in acht Superintendenturen und 38 Präposituren, in Mecklenburg-Strelitz in sechs Synoden eingeteilt.

#### Gemeindeverfassung

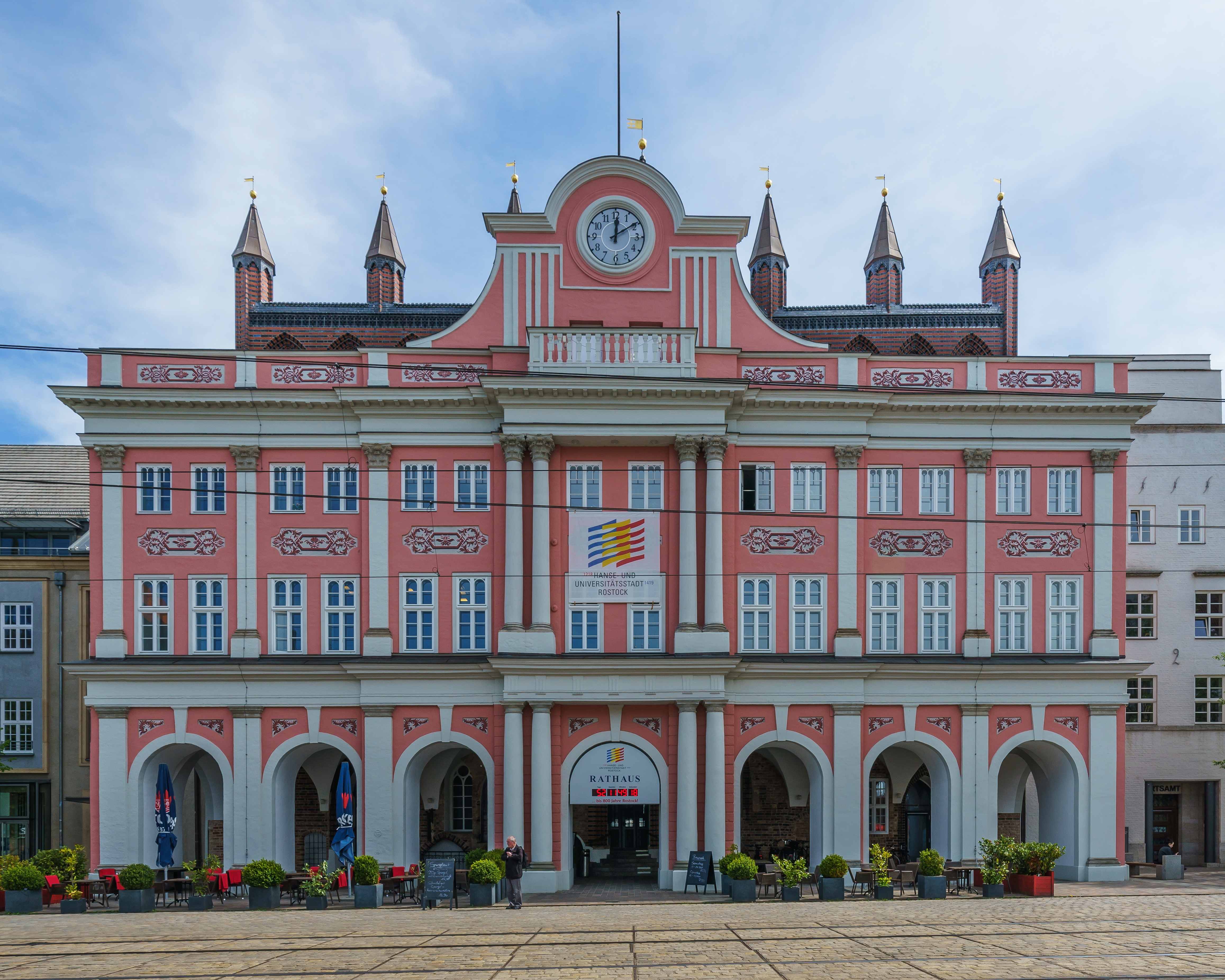
Rathaus der Hansestadt Rostock

Eine Gemeindeverfassung gab es nur in den Städten und im Domanium. Die Gemeinden im Domanium waren nur für innere Gemeindeangelegenheiten zuständig. In den übrigen Gebieten bestanden ländliche Gemeinden nur in kirchlicher Beziehung. In den Städten war die Gemeindeverfassung sehr verschieden. Rostock und Wismar hatten als Seestädte bedeutende Vorrechte. In den Landstädten standen ein bis zwei Bürgermeister und das Ratskollegium (Magistrat) an der Spitze der Verwaltung, in den Domanialgemeinden Schulzen, Schöffen und Beiräte. Zur Vertretung der Bürgerschaft wurde in den Städten ein Bürgerausschuss durch Wahl aus der Mitte der Bürger gebildet, in welchem jedoch nur die wirklichen Bürger der Städte (meist Haus- und Grundbesitzer) vertreten waren, während die soziale Mittel- und Unterschicht völlig rechtlos blieb.

### Ämter
Zum Zweck der allgemeinen Verwaltung war das Domaium in sogenannte Domanialämter eingeteilt. Es bestanden 26 solcher Ämter in Mecklenburg-Schwerin und vier Domanialämter und ein Kabinettsamt in Mecklenburg-Strelitz. Für die ritterschaftlichen Güter bestand keine administrative Behörde im eigentlichen Sinne. Die Einteilung der Güter in ritterschaftliche Ämter diente hauptsächlich der Steuer- und Landesabgabenerhebung. Die Städte hatten das Recht der Selbstverwaltung mit weitreichenden Befugnissen, während die Befugnisse der Landgemeinden nur untergeordneter Art waren. Die in drei Klosterämter eingeteilten Klostergüter wurden durch Klosterprovisoren und Klosterhauptleute unter Kontrolle der Stände verwaltet. Im Fürstentum Ratzeburg waren die Domänen und Dorfschaften in fünf Vogteien eingeteilt.

#### Landesteil Mecklenburg-Schwerin

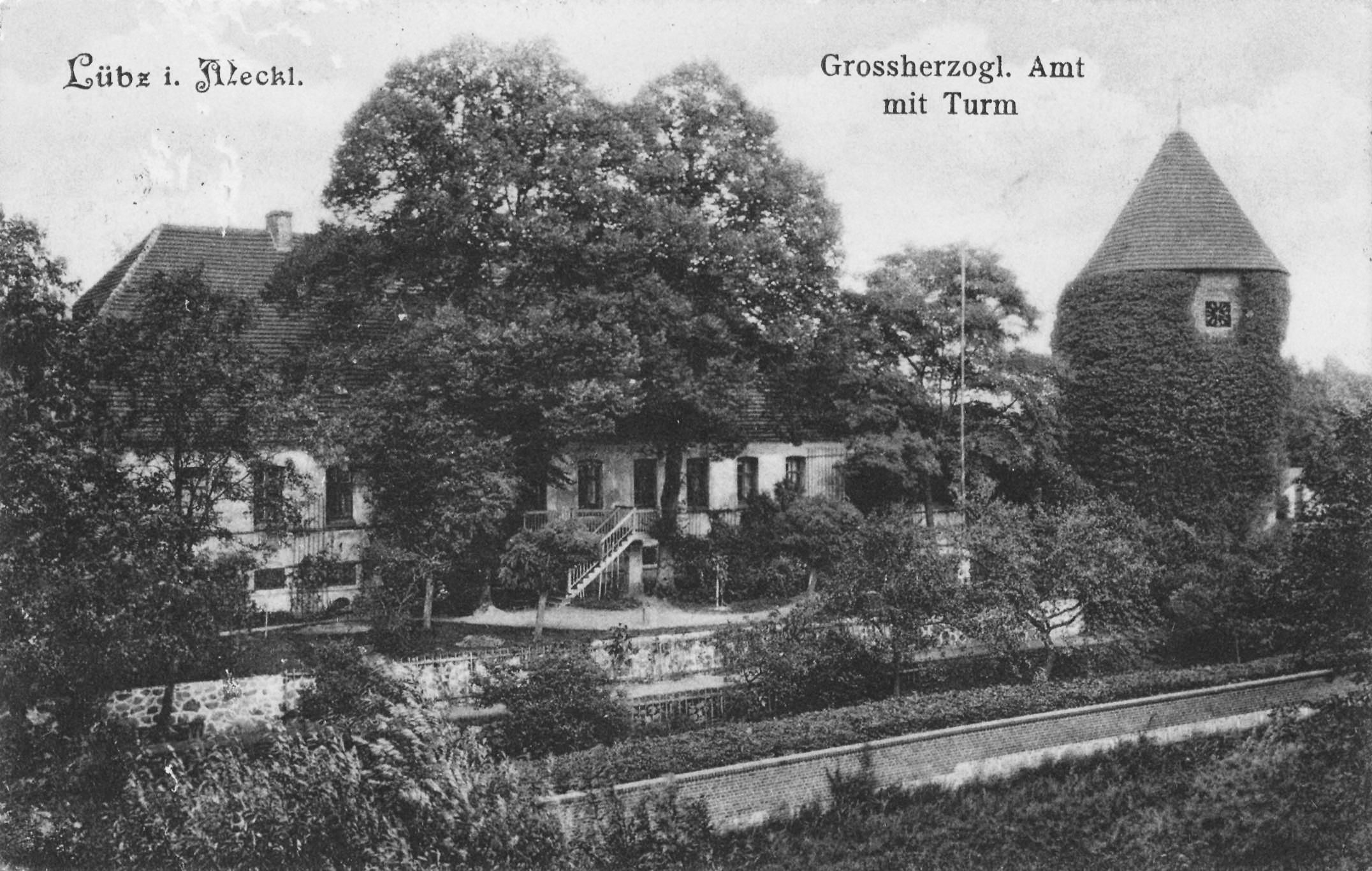
Amtsgebäude des Domanialamtes Lübz in Mecklenburg-Schwerin, 1914

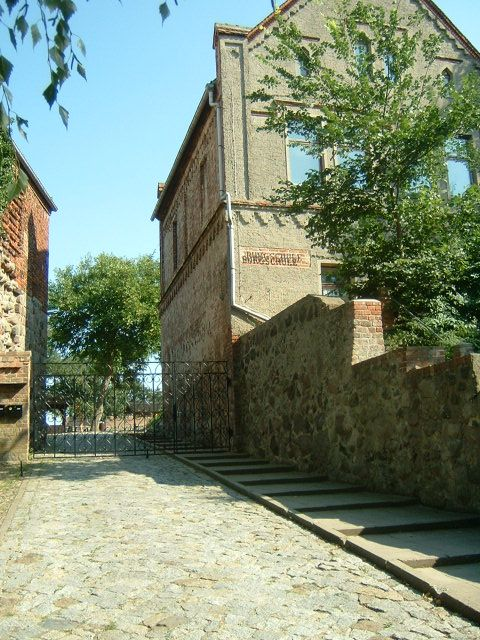
Ehemaliges Amtsgebäude des Domanialamtes Wredenhagen

(DA = Domanialamt; RA = Ritterschaftliches Amt; KA = Klosteramt)
1. Amt Boizenburg (DA)
2. Amt Boizenburg (RA)
3. Amt Bukow (RA)
4. Amt Bukow (in Neubukow) (DA)
5. Amt Bützow-Rühn (DA)
6. Amt Crivitz (DA)
7. Amt Crivitz (RA)
8. Amt Dargun-Gnoien-Neukalen (DA)
9. Amt Dobbertin (KA)
10. Amt Doberan (DA)
11. Amt Dömitz (DA)
12. Amt Gadebusch (RA)
13. Amt Gadebusch-Rehna (DA)
14. Amt Gnoien (RA)
15. Amt Goldberg (RA)
16. Amt Grabow (RA)
17. Amt Grabow-Eldena (DA)
18. Amt Grevesmühlen (RA)
19. Amt Grevesmühlen-Plüschow (DA)
20. Amt Güstrow (RA)
21. Amt Güstrow-Rossewitz (DA)
22. Amt Hagenow-Toddin-Bakendorf-Lübtheen (DA)
23. Amt Ivenack (RA)
24. Amt Lübz (RA)
25. Amt Lübz-Marnitz (DA)
26. Amt Malchow (KA)
27. Amt Mecklenburg (RA)
28. Amt Neukalen (RA)
29. Amt Neustadt (DA)
30. Amt Neustadt (RA)
31. Amt Plau (RA)
32. Amt Ribnitz (DA)
33. Amt Ribnitz (KA)
34. Amt Ribnitz (RA)
35. Amt Schwaan (DA)
36. Amt Schwaan (RA)
37. Amt Schwerin (RA)
38. Amt Stavenhagen (DA)
39. Amt Stavenhagen (RA)
40. Amt Sternberg (RA)
41. Amt Toitenwinkel zu Rostock (DA)
42. Amt und Stiftsamt Schwerin (DA)
43. Amt Warin-Neukloster-Sternberg-Tempzin (DA)
44. Amt Wismar-Poel-Mecklenburg-Redentin (DA)
45. Amt Wittenburg (RA)
46. Amt Wittenburg-Walsmühlen-Zarrentin (DA)
47. Amt Wredenhagen (RA)
48. Amt Wredenhagen (in Röbel) (DA)

#### Landesteil Mecklenburg-Strelitz
(DA = Domanialamt; RA = Ritterschaftliches Amt; KA = Klosteramt)
1. Kabinetsamt (DA)
2. Amt Feldberg (DA)
3. Amt Landvogtei Schönberg (DA), zur Verwaltung des Amtes gehörten die Vogteien Schönberg, Rupensdorf, Stove, Schlagsdorf, Mannhagen
4. Amt Mirow (DA)
5. Amt Stargard (DA)
6. Amt Stargard (RA)
7. Amt Strelitz (DA), zur Verwaltung des Amtes gehörte zudem das Fürstenberger Amtsgebiet
8. Amt Strelitz (RA)
9. Amt Fürstenberg (RA)

## Demokratische Freistaaten (1919–1934)
Durch die Verfassung des Freistaates Mecklenburg-Schwerin vom 17. Mai 1920 und das Landesgrundgesetz von Mecklenburg-Strelitz vom 29. Januar 1919 (24. Mai 1923) wurden beide Länder parlamentarisch-demokratische Republiken.

### Freistaat Mecklenburg-Schwerin (1920–1934)

#### Landtag
Der Landtag des Freistaates Mecklenburg-Schwerin hatte seinen Sitz in Schwerin. Die erste Sitzung war am 21. Februar 1919. Die Legislaturperiode dauerte drei Jahre. Es gab ein Verhältniswahlrecht, allerdings mit geschlossenen Listen. Die Rechenverfahren wurden mit dem D’Hondt-Verfahren durchgeführt. Insgesamt gab es nur einen Wahlkreis (dies war der Freistaat selbst).

#### Regierung
Das Mecklenburgisch-Schwerinische Staatsministerium bestand aus dem Ministerpräsidenten und den Ministerien für Äußeres, Inneres, Finanzen, Justiz, Unterricht, Kunst, Geistliche und Medizinalangelegenheiten und Landwirtschaft, Domänen und Forsten. In der Regel übernahm der Ministerpräsident zugleich das Außenministerium und ein weiteres Fachministerium. Das Kabinett bestand dann aus dem Ministerpräsidenten und drei Ministern. Oft leitete ein Minister auch zwei Ministerien, so dass die Regierung aus dem Ministerpräsidenten und nur noch zwei Ministern bestand. In der nationalsozialistischen Zeit wurde das Kabinett weiter verkleinert (Ministerpräsident und ein Staatsminister).

#### Verwaltungsgliederung
Mit der Amts- und Landgemeindeordnung für den Freistaat Mecklenburg-Schwerin vom 20. Mai 1920 wurden 17 Ämter für die kommunale Selbstverwaltung und 17 Landdrosteien für die staatliche Verwaltung gebildet. Außerhalb dieser Einteilung standen als selbständige Stadtbezirke die Städte Rostock, Schwerin, Wismar und Güstrow. Durch Gesetz vom 11. November 1925 wurde die Zahl der Ämter durch Zusammenlegung auf zehn reduziert. Diese zehn Ämter wurden 1993 zu Kreisen.

### Freistaat Mecklenburg-Strelitz (1919–1934)
Nach dem Sturz der Monarchie 1918 erlangte Mecklenburg-Strelitz als Freistaat erstmals in seiner Geschichte politische Autonomie und blieb als nunmehr selbständiges und unabhängiges Land Glied des Deutschen Reiches (§ 1 des Landesgrundgesetzes vom 23. Mai 1923). Die Landeswahlergebnisse sind im Artikel Landtag des Freistaates Mecklenburg-Strelitz dargestellt.
Die Aufrechterhaltung der politischen Selbständigkeit als einer der kleinsten deutschen Staaten erwies sich jedoch schon nach einiger Zeit als finanziell unmöglich. Der vom letzten Großherzog hinterlassene Staatsschatz war um das Jahr 1926 aufgebraucht. Zunächst suchte die Regierung vor dem Reichsgericht in Leipzig eine Entscheidung für eine Einigung mit Mecklenburg-Schwerin, die aber scheiterte. In einem Rechtsstreit um die gemeinschaftliche Verfügung über Vermögen ehemaliger Landesklöster und Vermögen der früheren Stände, den der Freistaat Mecklenburg-Strelitz 1926 gegen den Freistaat Mecklenburg-Schwerin vor dem Staatsgerichtshof für das Deutsche Reich anhängig machte, stellte Mecklenburg-Schwerin den Gegenantrag, festzustellen, dass der Staat Mecklenburg-Strelitz am 23. Februar 1918 dem Staat Mecklenburg-Schwerin angefallen sei und seitdem rechtlich einen Teil desselben bilde. Zur Begründung führte Mecklenburg-Schwerin an, dass nach dem Hamburger Vergleich von 1701 (siehe oben) Mecklenburg-Strelitz mit dem Tod seines letzten Großherzogs Adolf Friedrich VI. am 23. Februar 1918 an Mecklenburg-Schwerin gefallen sei. Der Staatsgerichtshof gab diesem Gegenantrag jedoch aus formalen Gründen nicht statt.
Pläne eines Beitritts zu Preußen hatten sich 1932 als politisch nicht durchsetzbar erwiesen.

## Nationalsozialistische Diktatur (1934–1945)
Am 1. Januar 1934 erfolgte unter nationalsozialistischem Druck die Wiedervereinigung der Freistaaten Mecklenburg-Schwerin und Mecklenburg-Strelitz zum Land Mecklenburg. Reichsstatthalter und Gauleiter war von 1934 bis 1945 Friedrich Hildebrandt, NSDAP.
Aus dem zuvor mecklenburg-schwerinschen Kreis Grevesmühlen und dem zuvor mecklenburg-strelitzischen Amt Schönberg entstand der Kreis Schönberg. Durch das Groß-Hamburg-Gesetz trat der Kreis am 1. April 1937 seine Exklaven Domhof Ratzeburg, Hammer, Horst, Mannhagen, Panten und Walksfelde an den Kreis Herzogtum Lauenburg in der preußischen Provinz Schleswig-Holstein ab. Gleichzeitig erhielt der Kreis die bis dahin zu Lübeck gehörenden Gemeinden Utecht und Schattin neu hinzu.

### Gesetze, Verordnungen, Verträge
- Policey und Landtordenunge Johann Albrechts I., Rostock 1562. (Digitalisat)
- Reformation und Hoffgerichts Ordnung unser von Gotts gnaden Johans Albrechten und Ulrichen gebrüdern Hertzogen zu Meckelnburg. Rostock 1568. (Digitalisat)
- Renovirte Gesinde-, Tagelöhner-, Baur-, Schäffer-, Tax- und Victual-Ordnung (sogenannte Mecklenburgische Gesindeordnung) Adolf Friedrichs I., Herzog zu Mecklenburg-Schwerin von 1654.
- Landesgrundgesetzlicher Erbvergleich (LGGEV) von 1755. (Auszüge)
- Landesgrundgesetzlicher Erbvergleich (LGGEV) von 1755. Volltext bei Hugo Sachsse: Mecklenburgische Urkunden und Daten. Rostock 1900, S. 446–534. (Digitalisat)

### Ältere Literatur
→ Siehe auch Hauptartikel: Mecklenburgischer Staatskalender
- Karl Hegel: Geschichte der mecklenburgischen Landstände bis zum Jahr 1555. Adler, Rostock 1856. [Mehrfach nachgedruckt.]
- Traugott Mueller: Handbuch des Grundbesitzes im Deutschen Reiche. Die Grossherzogthümer Mecklenburg-Schwerin und Mecklenburg-Strelitz. Rostock 1888. (Digitalisat)
- Mecklenburgisches Urkundenbuch. Hrsg. vom Verein für mecklenburgische Geschichte und Altertumskunde. 24 Bände + 2 Nachtragsbände. Schwerin 1863–1913. (Nachträge: 1936, 1977).
- Hugo Sachsse: Mecklenburgische Urkunden und Daten. Rostock 1900 (Digitalisat).
- Erich Schlesinger: Staats- und Verwaltungsrecht des Großherzogtums Mecklenburg-Schwerin. Schwerin 1908.
- Erich Schlesinger: Die Mecklenburgischen Gesetze vom 2. März 1922 über die Verwaltungsgerichtsbarkeit. 1922.

### Neuere Literatur
- Thomas Klein [Hrsg.]: Grundriß zur deutschen Verwaltungsgeschichte 1815–1945. Reihe B: Mitteldeutschland. Band 13: Mecklenburg. bearb. von Helge Bei der Wieden, Marburg 1976, ISBN 3-87969-128-2.
- Helge Bei der Wieden: Die mecklenburgischen Regierungen und Minister 1918–1952. Köln 1977, ISBN 3-412-05077-6.
- Helge Bei der Wieden: Kurzer Abriss der Mecklenburgischen Verfassungsgeschichte. Sechshundert Jahre mecklenburgische Verfassungen. Hrsg.: Landeszentrale für politische Bildung Mecklenburg-Vorpommern, Schwerin 1994.